# Liste der Kulturdenkmäler in Bensheim
In der Liste der Kulturdenkmäler in Bensheim sind Baudenkmäler der hessischen Stadt Bensheim und ihrer Stadtteile aufgeführt. Grundlage der Liste ist die Veröffentlichung des Landesamts für Denkmalpflege Hessen.
Die Stadt Bensheim hatte im März 2025 zusammen mit allen Stadtteilen 548 Kulturdenkmäler, die unter Denkmalschutz stehen.

## Bensheim
Zur besseren Übersicht sind die Denkmäler im Bereich der Kernstadt nach den unter Denkmalschutz stehenden Gesamtanlagen gegliedert. Unmittelbar an diese Gesamtanlagen angrenzende Objekte wurden mit in den jeweiligen Abschnitt aufgenommen.

### Gesamtanlage nördliches Villengebiet
| Bild                                        | Bezeichnung                                          | Lage | Beschreibung | Bauzeit                              | Objekt-Nr.                           |
| ------------------------------------------- | ---------------------------------------------------- | --- | --- | ------------------------------------ | ------------------------------------ |
| Bild gesucht BW                             | Gesamtanlage nördliches Villengebiet                 | Arnauer Straße; Bismarckstraße 1–15, 2–12; Blütenweg; Darmstädter Straße 2–104, 5–79; Dürerstraße; Ernst-Ludwig-Straße 1–35, 2–40; Fehlheimer Straße 9–35, 43; Friedrichstraße; Hochstraße; Karlstraße 1–3, 2–8; Kirchberg; Kirchbergstraße 10–32, 23–31; Lindenstraße 2; Moltkestraße; Pestalozzistraße 3–5, 4; Postgasse; Richard-Wagner-Straße 3, Roonstraße 1–17, 8–20; Seminarstraße 2–10, 7–19; Weiherstraße 4–12, Wilhelmstraße 17–73, 10–62; Wilhelmstraße 52 Lage | Nördlich der Bensheimer Altstadt erstrecken sich zu beiden Seiten dieser eigentlichen „Bergstraße“ (B 3) an parallel verlaufenden Straßen und regelmäßigen Querverbindungen kleine und größere bürgerliche Landhäuser. Der 221 m hohe Kirchberg mit seinen seit Jahrhunderten bestehenden Weinbergslagen bietet für dieses recht homogene Wohngebiet eine wichtige, charakteristische Hintergrundkulisse. Entstanden sind die flächenmäßig größten Bestandteile dieses Siedlungsgebietes in den Jahren vom letzten Jahrzehnt des 19. Jahrhunderts bis zum Beginn des Ersten Weltkrieges. Die Gesamtanlage ist von besonderem stadtgeschichtlichem, in einigen Bereichen auch von künstlerischem Interesse. | 1880 bis 1914                        | 702 DDB                              |
| Villa                                       | Villa                                                | Arnauer Straße 1 LageFlur: 1, Flurstück: 1084/1, 1084/2 | Traufständiger, zweigeschossiger Sandsteinbau auf Granitsockel mit Krüppelwalmdach. Zur Straße Risalit mit Satteldach, darin im Obergeschoss Balkon und über den Fenstern und Türen muschelverzierte Dreiecksgiebel. Die Fenster mit profilierten Sandsteingewänden und die Einfriedung durch Zaun und Gittertor zwischen Sandsteinpfosten. Die historische Villa bildet den Auftakt der Villenbebauung entlang der Arnauer Straße. | Anfang 20. Jahrhundert               | 539 DDB                              |
| Villa                                       | Villa                                                | Arnauer Straße 7 LageFlur: 1, Flurstück: 1094/2 | Zweigeschossiger, roter Ziegelbau mit unregelmäßigem Grundriss auf Granitsockel mit Krüppelwalmdach mit kleinen Schleppgauben. Zur Straßen- und Nordseite Risalite mit steilen Schopfwalmgiebeln und konsolgestützten Freigespärren. Zwischen den Risaliten Eingangsloggia mit zweiseitigen Bögen über der Freitreppe. An den Fassaden und um die Fenster Renaissancemotive wie Fensterädikulä mit Dreiecksgiebeln, Zahnschnitt, Laufender Hund sowie verzierte Eisenanker. Die Villa wurde für den Oberlehrer Dr. Georg Hauff erbaut und ist eines der ersten von Heinrich Metzendorf konzipierten Wohnhäuser an der Bergstraße. Dieses Frühwerk sollte die Villenarchitektur an der Bergstraße entscheidend prägen und ist daher von besonderer architekturgeschichtlicher Bedeutung. | 1895                                 | 540 DDB                              |
| Villa                                       | Villa                                                | Arnauer Straße 11 LageFlur: 15, Flurstück: 279 | Traufständiger, eingeschossiger gelber Ziegelbau auf Granitsockel mit Krüppelwalmdach. Zur Straße weit vortretender Mittelrisalit mit Satteldach. Auf der Rückseite Vorbau mit Eingang. Die Fenster mit profilierten Sandsteingewänden. Auf dem Dach ein Knauf mit Wetterfahne. An der Straße originale Einfriedung aus niedriger Sandsteinmauer und Eisenzaun. Kunstvoll geschmiedetes zweiflügeliges Tor zwischen Sandsteinpfosten mit Kugelaufsätzen. Eine typische kleinbürgerliche Villa des späten Historismus. |                                      | 541 DDB                              |
| Landratsvilla                               | Landratsvilla                                        | Arnauerstraße 15 LageFlur: 15, Flurstück: 277/1 | Zweigeschossiger, roter Ziegelbau auf einem Sockel aus unregelmäßigen Granitsteinen und hohem Walmdach in Schiefereindeckung mit großen Satteldachgauben sowie kleinen Schleppgauben. An zwei Fassadenkanten leicht vortretende dreigeschossige Risaliten mit Satteldach. Der baldachinartig überdachte Eingangsbereich mit Säule und Freitreppe. Die Fassaden mit vielgestaltigen, historisierenden Fensteröffnungen und gelben Sandsteinrahmungen. Der monumentale Villenbau in parkartig angelegtem Gelände wurde nach Plänen von Heinrich Metzendorfs dür den Rentier Adolf Sengerob erbaut. Später wurde die Villa von Landräten und Bediensteten des Kreises Bergstraße bewohnt. Trotz einiger Entwurfsschwächen ist das Gebäude ein wichtiges Glied in der bedeutenden Reihe der Metzendorfbauten, die Bensheim auszeichnen. | 1897                                 | 727 DDB                              |
| Wohnhaus                                    | Wohnhaus                                             | Arnauer Straße 17 LageFlur: 1, Flurstück: 1080/1 | Traufständiges, eingeschossiges, verputztes Wohnhaus auf hohem Sockel mit Kniestock und Satteldach. Zur Straße zweigeschossiger Mittelrisalit mit vorstehendem Fachwerkvorbau und Satteldach. Die Fenster mit Sandsteingewänden und Klappläden. Entlang der Straße niedrige Sandsteinmauer mit Eisenzaun. Als bescheidener, aber typischer Wohnbau der Zeit um 1900 ist das Gebäude von siedlungsgeschichtlicher Relevanz. |                                      | 542 DDB                              |
| weitere Bilder                              | Kirchberghäuschen                                    | Außerhalb (Bensheim) 2, Kirchberg LageFlur: 15, Flurstück: 204 | Das am 2. Juni 1857 als „Lusthaus“ eingeweihte Kirschberghäuschen ist ein Wahrzeichen der Stadt Bensheim und heute bewirtschaftet. (Details siehe Artikel). | 1848–1857                            | 622 DDB                              |
| Geiger-Ruhe                                 | Geiger-Ruhe                                          | Außerhalb (Bensheim) 2, Kirchberg LageFlur: 16, Flurstück: 35/4 | Im Wald, hinter dem Kirchberghäuschen stehender Tisch aus rotem Sandstein. |                                      | 721 DDB                              |
| Bismarck-Brunnen                            | Bismarck-Brunnen                                     | Bismarckstraße LageFlur: 17, Flurstück: 381 | Brunnen aus hellem Sandstein mit niedrigem, kreisrunden Becken, darin ein ca. 1 m hoher, ebenfalls kreisrunder Sockel mit überstehender Abschlussplatte, darauf Zahnschnittornamentik. Darin eine dorische Säule mit rechteckiger Abschlussplatte. Der Brunnen steht in einer kleinen Grünanlage des Brunnenwegviertels vor dem Haus des Architekten Heinrich Metzendorf, der ihn auch entworfen hat. Er ist ein wichtiger Bestandteil des durch Metzendorf geprägten Villenviertels. | 1910                                 | 588 DDB                              |
| Ehem. Gasthaus „Zum weißen Roß“             | Ehem. Gasthaus „Zum weißen Roß“                      | Darmstädter Straße 4 LageFlur: 1, Flurstück: 1158 | Traufständiger, dreigeschossiger Putzbau im Stil des Historismus. Rechts der Mitte ein leicht vortretender Risalit mit Schweifgiebel und Kugelaufsätzen. Links der Mitte ein zweigeschossiger Erker mit geschweifter Haube und Fenster mit Dreiecksgiebel im ersten Stock. mit geschweifter Haube. Im Dach der Straßenseite mehrere Satteldachgauben. Das Erdgeschoss ist durch Ladeneinbauten stark verändert. An dieser Stelle sollen sich bereits seit dem Mittelalter Gaststätten befunden haben, so während des 30-jährigen Krieges der „Wilde Mann“. | 1898                                 | 552 DDB                              |
| weitere Bilder                              | Rodensteiner Hof / Stadtpark                         | Darmstädter Straße 5, Nibelungenstraße 6, Nibelungenstraße, Darmstädter Straße 1 LageFlur: 1, Flurstück: 1050/2, 1050/3, 1057/7, 1059/2 | Herrschaftliches Anwesen mit Park nördlich der Bensheimer Altstadt. Der Rodensteiner Hof mit dem ihn umgebenden Stadtpark ist von hervorragendem historischem und künstlerischem Wert. | 1739                                 | 440 DDB                              |
| Altes Postamt                               | Altes Postamt                                        | Darmstädter Straße 8 LageFlur: 1, Flurstück: 1154/4 | Monumentales zweigeschossiges Postgebäude mit Walmdach im klassizistischen Stil. Das Erdgeschoss in rotem Sandstein errichtet, das Obergeschoss verputzt. Leicht aus der Mitte verschobener dreigliedriger Risalit, der mit einem flachen Bogen abschließt. Im Bogen der preußische Adler. In der Mitte des Risalits rundbogiges Portal mit rahmenden Säulen und bogiger Überdachung. Die Obergeschossfenster im Risalit ebenfalls bogig überdacht. Die Erdgeschossfenster rundbogig, die Obergeschossfenster rechteckig. auf dem Dach mehrere Walmdachgauben. Im Obergeschoss ein dreiseitiger Erker mit geschweifter Haube und Wetterfahne. In der Nordfassade ein zweigliedriger Risalit mit geschweiftem Dach. Das heute durch Stadtbibliothek und Stadtarchiv genutzte Gebäude ist ein interessanter Vertreter eines am Klassizismus orientierten Historismus und von besonderer baukünstlerischer Bedeutung. | 1908/09                              | 441 DDB                              |
| Ev. Pfarrhaus                               | Ev. Pfarrhaus                                        | Darmstädter Straße 11 LageFlur: 1, Flurstück: 1061/2 | Zweieinhalbgeschossiger Putzbau mit hohem Sandsteinsockel und Satteldach. An den Traufseiten Vorbauten mit Mansarddach. An der Straßenseite der Giebel mit Holzbrettern verblendet. Über dem Haupteingang in der Sandsteineinfassung die Inschrift: „Die auf den Herren harren kriegen neue Kraft“. Das nördlich des Stadtparks in erhöhter Lage nach Plänen des Architekten H. Eisenhardt errichtete Pfarrhaus ist von städtebaulicher und kirchengeschichtlicher Relevanz. | 1907/08                              | 554 DDB                              |
| Villa Jean Guntrum                          | Villa Jean Guntrum                                   | Darmstädter Straße 15 LageFlur: 1, Flurstück: 1065/2, 1065/3, 1065/6 | Zweigeschossige kubische Villa aus gelbem Sandstein auf hohem durch Gesims abgetrennten Sockel und mit aufgeschobenem Walmdach. Zur Straße in der Hausmitte breite, schieferverkleidete Satteldachgaube über einem dreiseitigen Erker mit rundem „Sonnenfenster“. Im Norden der über eine Terrasse zugängliche Eingangsbereich mit Satteldach. An den Gebäudeseiten Risalite mit Satteldächern. Die Villa wurde für den Weinproduzenten und -großhändler Jean Guntrum nach Plänen von Heinrich Metzendorf gebaut, der damit eine seiner bedeutendsten Villen schuf. | 1902                                 | 442 DDB                              |
| Villa Gustav Guntrum                        | Villa Gustav Guntrum                                 | Darmstädter Straße 17 LageFlur: 1, Flurstück: 1065/4, 1066/8 | Zweigeschossige, asymmetrisch angelegte Villa aus gelbem Sandstein mit steilem aufgeschobenem Satteldach in Biberschwanzeindeckung. An der Straßenseite der Haupteingang mit Satteldachportikus. Der straßenseitige zweigeschossige Giebel mit einem Erker in der unteren Ebene ist verschindelt. An der linken Seite Risalit mit Satteldach und an deren hinterer Ecke ein Erkerturm mit Spitzhelm und Wetterhahn. Die Villa wurde für Kommerzienrat Gustav Guntrum, dem jüngeren Bruder von Jean Guntrum, ebenfalls nach den Plänen von Heinrich Metzendorf errichtet. Als repräsentativer, besonders eigenwilliges Landhausbau von Metzendorf von besonderem künstlerischen Wert. |                                      | 443 DDB                              |
| Villa                                       | Villa                                                | Darmstädter Straße 20 LageFlur: 1, Flurstück: 1112 | Zweigeschossiger, kubischer Bau aus gelben Ziegelsteinen auf Sandsteinsockel mit Krüppelwalmdach, darauf kleine Walmdachgauben. Die Gliederungs- und Schmuckelemente aus rotem Sandstein. In der Mitte der Hauptfassade mit leicht vortretendem Risalit, dessen Giebel mit Pyramiedenaufsätzen. An der linken Seite der Hauptfassade zweigeschossiger, turmartiger Erker mit Spitzhelm. In der historischen Villa, in der heute ein Restaurant betrieben wird, ist ein typischer Vertreter des späten Historismus mit baukünstlerischer Bedeutung. | 1899                                 | 444 DDB                              |
| weitere Bilder                              | Ev. Michaelskirche                                   | Darmstädter Straße 21 LageFlur: 1, Flurstück: 1068/2 | Die erste evangelischen Kirche in Bensheim. Der erste Kirchenbau des Architekten Christian Horst ist noch deutlich am spätklassizistischen Rundbogenstil der Karlsruher Schule orientiert. | 1863                                 | 427 DDB                              |
| Villa                                       | Villa                                                | Darmstädter Straße 34 LageFlur: 1, Flurstück: 1107/17 | Zweigeschossige, kubische Villa als Putzbau auf Sandsteinsockel ausgeführt, mit aufgeschobenem Zeltdach und darauf kleine Satteldachgauben. Zur Straße an der linken Seite halbrunder Vorbau mit geschweiftem Dach. An der rechten Seite Haupteingang mit Überdachung, eingerahmt mit Pilastern in Sandstein und Holztür mit Ornamentik. | 1920er Jahre                         | 555 DDB                              |
| Ehem. Töchterpensionat Fischer              | Ehem. Töchterpensionat Fischer                       | Darmstädter Straße 35/37 LageFlur: 1, Flurstück: 1099/12, 1099/7 | Doppelvilla als zweigeschossiges Gebäude in rotem Backstein auf Granitsockel mit Satteldach und an den Seiten jeweils Zwerchhäuser mit Krüppelwalmdach. Die Sockelgesimse und ornamentierten Fensterstürze in gelbem Sandstein. Auf dem Satteldach mit Haubenabschlüssen. Rückwärtig Veranda und die Beschriftung „Villa Odilia“. Die Doppelvilla der Jahrhundertwende wurde ursprünglich als Töchterpensionat und Haushaltungsinstitut genutzt. | Jahrhundertwende 19./20. Jahrhundert | 556 DDB                              |
| Villa Irene                                 | Villa Irene                                          | Darmstädter Straße 38 LageFlur: 1, Flurstück: 1107/19 | Zweigeschossige, kubische, klassizistische Villa als Putzbau mit flachen Walmdach. Straßenseitig fünffach und seitlich dreifach gegliedert. In Mitte der Straßenfassade im Dach Zwerchhaus mit flachem Satteldach, darunter der Name „Irene“ und ein Balkon auf Konsolen und Geländer aus Schmiedeeisen. Die Fenster im Erdgeschoss rundbogig, im Obergeschoss mit horizontaler Überdachung auf Konsolen. Alle Fenster mit Brüstungsgitter und Klappläden. Auf dem Dach kleine Rundbogengauben. Das erste Landhaus an der Darmstädter Straße ließ der Apotheker Carl Joseph Brentano erbauen. 1857 gelangte der von einem weitläufigen Gartengelände umgebene Besitz an den großherzoglichen Kammerherrn Friedrich Camill Graf v. Otting und Fünfstetten. 1895 wurde die Villa an den Pharmazeuten Wilhelm Fischer verkauft, dessen Familie es bis 1997 in Besitz hatte. Die Villa ist als früher Landhausbau von besonderer architekturgeschichtlicher Bedeutung. »Sie ist gut erhaltenes Zeugnis einer Epoche, in der sich eine wohlhabende Schicht des niederen Adels und des gehobenen Bürgertums gezielt in der damals idyllischen Bergstraßenlandschaft zwischen dem aufstrebenden Finanzzentrum Frankfurt, der Residenzstadt Darmstadt und der „romantischen“ Universitätsstadt Heidelberg ansiedelte, um die Vorzüge des „Landlebens“ mit geschäftlichen Verpflichtungen bequem in Einklang bringen zu können.« | 1820/21                              | 445 DDB                              |
| Villa                                       | Villa                                                | Darmstädter Straße 39 LageFlur: 1, Flurstück: 1099/6 | Zweigeschossige, kubische Villa als Putzbau über hohem gelbem Sandsteinsockel mit aufgeschobenem Walmdach und Fledermausgauben. Die Straßenfassade dreigliedrig mit zentralem eingeschossigem, halbrundem Vorbau mit geschweiftem Dach. Nach hinten eingeschossiger Anbau mit Dachterrasse. Die Villa wurde für einen Zahnarzt nach den Plänen Heinrich Metzendorfs errichtet. | 1912                                 | 557 DDB                              |
| Villa                                       | Villa                                                | Darmstädter Straße 43 LageFlur: 1, Flurstück: 1100 | Zweigeschossiger kubischer Putzbau mit Satteldach und dreigeschossigem Mittelrisalit an der Straßenseite. Der vorstehende Risalit mit Satteldach und davor im Erdgeschoss eine überdachte Veranda. Die Fenster mit einfachen Sandsteingewänden und im Obergeschoss mit horizontaler Überdachung. Die schlichte Villa des späten 19. Jahrhunderts gilt ein wichtiges Glied der Villenreihe zwischen Hoch- und Kirchbergstraße. | spätes 19. Jahrhundert               | 558 DDB                              |
| weitere Bilder                              | Ehem. Altes Kurfürstliches Gymnasium/Kirchbergschule | Darmstädter Straße 45, Arnauer Straße 22, Darmstädter Straße 47 LageFlur: 1, Flurstück: 1102/2, 1102/3, 1102/5–8 | Die Anlage besteht aus dem Hauptgebäude, dem Direktorenwohnhaus und der Wohnung des Hausmeisters. Das Hauptgebäude ein monumentales, kubisches, dreigeschossiges Gebäude in gelbem Sandstein mit roten Sandsteindekorationen und Walmdach. Zur Straße fünfgliedriger, dreigeschossiger vorgelagerter Mittelrisalit mit Satteldach und Dreiecksgiebel, darin eine Uhr in einer Bogennische. Vor dem Risalit ein Portikus mit Doppelpilaster, flachem Giebel und Rundbogenportal. Links zum Hof ein weiteres Portal mit korinthischen Pilastern und Dreiecksgiebel. Das ehemalige „Kurfürstliche Gymnasiums“ wurde durch die großherzogische Regierung an Stelle der bereits im 17. Jahrhundert unter Kurfürst Anselm Franz von Ingelheim gegründeten Lateinschule errichtet. Die am strengen Klassizismus orientierte Gesamtanlage ist von besonderer ortsgeschichtlicher und baukünstlerischer Bedeutung. | 1879–82                              | 446 DDB                              |
| Wohnhaus                                    | Wohnhaus                                             | Darmstädter Straße 48 LageFlur: 1, Flurstück: 1103/6 | Giebelständiger, zweigeschossiger Putzbau mit aufgeschobenem Krüppelwalmdach mit Firstknäufen und Schleppgaube. Die Fenster straßenseitig im Erdgeschoss paarweise horizontal überdacht im Obergeschoss mittleres Fenster mit Dreiecksgiebel. Alle Fenster mit Klappläden. Auf der linken Fassadenseite ein Terrassenvorbau. Das markante Wohnhaus gegenüber der Kirchbergschule ist von siedlungsgeschichtlicher Bedeutung. |                                      | 559 DDB                              |
| Villa                                       | Villa                                                | Darmstädter Straße 49 LageFlur: 17, Flurstück: 119 | Zweigeschossiger, symmetrisch gegliederter Putzbau mit Satteldach. Straßenseitig dreigeschossiger Mittelrisalit ebenfalls mit Satteldach. Vor dem Risalit zweigeschossiger Verandavorbau aus Gusseisen mit kunstvoller Ornamentik. Die hohen Fenster mit Klappläden und mit horizontaler Überdachung. Die für die Straße typische spätklassizistische Villa ist unverzichtbarer Bestandteil der historischen Bebauung. | Ende 19. Jahrhundert                 | 560 DDB                              |
| Ehem. Taubstummenanstalt                    | Ehem. Taubstummenanstalt                             | Darmstädter Straße 52 LageFlur: 17, Flurstück: 126/3 | Zweigeschossiges rechteckiges Gebäude aus gelbem Sandstein mit flachem Walmdach. Der Fassadenschmuck aus rotem Sandstein, an den Kanten versetzte Quader und profilierte Gesimse zwischen den Stockwerken. An beiden Seiten leicht vorstehende Risalite mit Eingängen. Die Fenster mit Sandsteingewänden, im Erdgeschoss mit Fensterbankkonsolen, im Obergeschoss mit horizontalen Überdachungen, über den seitlichen Eingängen mit Dreiecksgiebel. Die ehemalige von der großherzoglichen Regierung gegründete Anstalt für taubstumme Kinder war hier bis 1933 untergebracht. Zu diesem Zeitpunkt wurde sie von den Nationalsozialisten nach Friedberg verlegt, und im September 1944 wurde das Gebäude Sitz der hessischen Gestapo. Nach dem Zweiten Weltkrieg wurde das Gebäude vom gegenüber liegenden Gymnasium genutzt und heute sind darin Teile der Kreisverwaltung untergebracht. Das Gebäude ist als typisches Beispiel eines vom Darmstädter Spätklassizismus geprägten Staatsbaues von besonderem bauhistorischem Interesse. | 1884                                 | 447 DDB                              |
| Amtsgebäude                                 | Amtsgebäude                                          | Darmstädter Straße 56 LageFlur: 17, Flurstück: 128/13 | Dreigeschossiger Putzbau mit zweigliedrigem Mittelrisalit, darüber Dreiecksgiebel. An der linken Seite kurzer, zurückspringender Anbau mit dem Eingang. Die Fenster im Obergeschoss mit horizontaler Überdachung und im Risalit mit Dreiecksgiebel. Das Gebäude wurde 1888 vom Bischöflichen Ordinariat für den neugegründeten Knabenkonvikt erworben und 1889 erweitert sowie an der rechten Seite eine Kapelle mit Chornische eingebaut. Nach dem Bau des großen Konviktsgebäudes 1899/1900 wurde das Gebäude an das Großherzogtum Hessen verkauft, das es als „Großherzogliches Hochbauamt“ einrichtete und dessen Nutzung als Staatsbauamt bis heute fortgeführt wurde. Das Gebäude ist von ortsgeschichtlicher Bedeutung. | um 1860                              | 561 DDB                              |
| Villa                                       | Villa                                                | Darmstädter Straße 64 LageFlur: 17, Flurstück: 134/8 | Traufständige, zweigeschossige Villa im historistischen Stil mit Satteldach und leicht hervortretendem Mittelrisaliten. Vor dem Risaliten im Obergeschoss großer Balkon auf geschweiften Konsolen; korbartig geschwungenes schmiedeeisernes Balkongitter. Die Fassadenschmuck-Elemente aus rotem Sandstein. Profilierte horizontale Gesimse im Schwellen- und Brüstungsbereich, die Obergeschossfenster mit Giebelüberdachung, der Risalit gerahmt mit Pyramidenabschluss und darüber Zwerchhaus mit Satteldach. In dessen Giebel Porträtbüste, seitlich Obelisken und als Zentraler Abschluss Muschelnische und Wetterfahne mit Baudatum. | 1892                                 | 563 DDB                              |
| Villa                                       | Villa                                                | Darmstädter Straße 65 LageFlur: 17, Flurstück: 97/3 | Giebelständiger, zweigeschossiger Putzbau mit Satteldach. Straßenseitig zweigeschossiger dreiseitiger Erker mit Pultdach im Erdgeschoss. An der linken Seite über dem Eingang mit konsolgestütztem Satteldachzwerchhaus. Das Zwerchhaus, der Erker und der Giebel sind verschindelt. Links neben dem Erker Wappenkartusche mit Rosenschmuck, als Motiv schreitender Löwe und Harnisch. Die im Auftrag des Kreismedizinalrats Dr. Wilhelm Groos nach den Plänen von Heinrich Metzendorf erbaute Villa, ist als individueller Villenbau Metzendorfs von baukünstlerischer Bedeutung. | 1902                                 | 448 DDB                              |
| Wohnhaus                                    | Wohnhaus                                             | Darmstädter Straße 66 LageFlur: 17, Flurstück: 136/1 | Zweigeschossiger Putzbau mit Krüppelwalmdach, darauf Schleppgaube. Links risalitartiger Vorbau mit Satteldach. Daneben Eingangsbereich mit darüber liegender Loggia. Die Fenster mit roten Sandsteingewänden und an der Straßenfassade mehrere Schmuckelemente. | 1887                                 | 564 DDB                              |
| Villa                                       | Villa                                                | Darmstädter Straße 67 LageFlur: 17, Flurstück: 95/1, 95/2 | Giebelständiger, zweigeschossiger Putzbau über Sandsteinsockel mit bereits im Obergeschoss ansetzendem Satteldach. Rechts an der Giebelfassade ein zweigeschossiger Satteldachvorbau, dem zentral ein halbrunder Erker in Sandstein vorgelagert ist. Das Giebeldreieck ist verschindelt. Auf der rechten Seite Eingangsloggia mit pultartiger Verdachung und anschließenden risalitartiger Vorbau. Die Einfriedung mit niedriger Sandsteinmauer, darauf Eisenzaun in Jugendstilformen. Die repräsentative Villa in exponierter Lage ist von stilgeschichtlicher Bedeutung. | um 1900                              | 449 DDB                              |
| Villa                                       | Villa                                                | Darmstädter Straße 69 LageFlur: 17, Flurstück: 94/1, 94/2 | Zweigeschossiger Putzbau über Sandsteinsockel mit schiefergedecktem Walmdach. Zur Darmstädter Straße eingeschossiger Vorbau mit Terrasse, darüber Satteldachgaube. Zur Moltkestraße Risalit mit Krüppelwalmgiebel in Fachwerk. Die Hauskante zur Straßeneinmündung ist abgerundet und endet in einem Türmchen mit geschweifter Haube. Das Haus mit seinem vielgestaltigen Dach ist ein wichtiger Bestandteil des Villengebietes entlang der Darmstädter Straße. | ca. 1900                             | 565 DDB                              |
| Villa                                       | Villa                                                | Darmstädter Straße 71 LageFlur: 17, Flurstück: 93/3 | Traufständiger, zweigeschossiger Putzbau auf hohem Sandsteinsockel mit Krüppelwalmdach. Straßenseitig Risalit mit geschweiftem Giebel und Kugelaufsätzen. Rechts davon im Obergeschoss dreiseitiger Erker. Die teilweise gekoppelten Fenster mit roten Sandsteingewänden. An der rechten Seite der Eingang mit Loggia und schöner Jugendstiltür. Einfriedung aus niedriger Sandsteinmauer mit Eisenzaun und Tor dekoriert mit Jugendstilelementen. Die Villa steht stilistisch am Übergang vom Historismus zum Jugendstil und ist möglicherweise nach einem Entwurf von Heinrich Metzendorf erbaut. | 1903                                 | 566 DDB                              |
| Villa                                       | Villa                                                | Darmstädter Straße 72 LageFlur: 17, Flurstück: 142/2 | Zweigeschossiger Putzbau auf Granitsockel mit hohem Walmdach, darauf kleine Gauben mit geschweiften Hauben und abschließenden Knäufen. Straßenseitig, links ein leicht hervortretender Risalit mit gestaffeltem Haubenaufsatz. Im Obergeschoss des Risaliten zwei gekoppelte Fenster mit Dreiecksgiebel und Brüstungsbalustrade. An der linken Seite der Eingang in einem Risaliten, wo sich auch die Treppenhausfenster und die Eingangstür mit Jugendstilverglasung befinden. Neben dem Eingang zur Straße Veranda mit Pultverdachung auf Holzstützen. Alle Fassadenschmuckelemente wie Fenstergewände und Gesimse aus rotem Sandstein. Das Dachgesims mehrfach profiliert auf Konsolen. Die Einfriedung als Eisenzaun und gestufter Mauer mit Ziegelabdeckung. Die im Stil des barockisierendem Historismus errichtete repräsentative Villa liegt in einem größeren Gartengelände. | um 1900                              | 567 DDB                              |
| Forstamt                                    | Forstamt                                             | Darmstädter Straße 73 LageFlur: 17, Flurstück: 88/3 | Zweigeschossiger Putzbau auf Granitsockel und Walmdach mit in Fachwerk ausgeführter Giebelgaube. Straßenseitig zweigeschossiger Risalit mit Treppengiebel und rundem Giebelfenster. Über der linken Hauskante Fachwerktürmchen mit Zeltdach und Wetterfahne. An der rechten Hausseite der Eingangsrisalit mit Treppengiebel, zur Straßenseite über der Eingangsloggia Hirschkopf. Fassadenschmuck in rotem Sandstein. Das ehemalige Forstamt wurde vermutlich vom großherzoglichen Bauamt errichtet und in seiner Gestaltung den benachbarten Villen angepasst. | um 1905                              | 568 DDB                              |
| Villa                                       | Villa                                                | Darmstädter Straße 74 LageFlur: 18, Flurstück: 69/1 | Zweigeschossige große Villa als Putzbau auf Granitsockel mit Walmdach, darin kleine Satteldachgauben. Straßenseitig vorstehender zentraler Risalit mit Krüppelwalmdach. Vor dem Risalit eingeschossiger Vorbau, darauf mit Terrasse und korbartigem Eisengeländer. Im Obergeschoss und Giebel des Mittelrisaliten je zwei gekoppelte Fenster, im Obergeschoss mit horizontaler Verdachung. An der linken Hausseite schmaler Eingangsrisalit mit Walmdach und Treppenhausfenstern mit horizontaler Verdachung oder Dreiecksgiebel. An der rechten Hausseite Terrasse. Die Fassadenschmuckelemente wie Fenstergewände, Kanten und Gesimse aus rotem Sandstein. Das Gebäude ist als Teil der Villenbebauung entlang der Darmstädter Straße von ortsgeschichtlichem und städtebaulichem Wert. | um 1900                              | 569 DDB                              |
| Villa                                       | Villa                                                | Darmstädter Straße 75 LageFlur: 17, Flurstück: 86/2 | Zweigeschossiger Putzbau auf Granitsockel mit aufgeschobenem Mansarddach. Straßenseitig rechts ein zweifach gestaffelter Risalit mit steilem Walmdach. Darin die zwei Obergeschossfenster gekoppelt mit Brüstungsbalustrade, darüber Dreiecksgiebel mit Muschelornamentik. An der rechten Hausseite Eingangsrisalit mit Treppeneingang zur Straßenseite, deren Überdachung der eine Rundstütze getragen. An der linken Hausseite eingeschossiger Vorbau als Wintergarten. Die Fassadenschmuckelemente wie Fenstergewände, Kantenquaderung und Gesimse aus rotem Sandstein. Das Traufgesims ist profiliert und ruht auf Konsolen. Einfriedung an der Straße als niedrige Granitmauer mit Eisengittern. Die Villa des Historismus liegt in einem langgestreckten Garten und trägt barockartige Züge. |                                      | 570 DDB                              |
| Villa                                       | Villa                                                | Darmstädter Straße 76 LageFlur: 18, Flurstück: 68/3 | Zweigeschossige Backsteinvilla auf Granitsockel mit Walmdach auf flachem Fachwerkkniestock. Zur Straße und rechts Risalite mit geschmückten Fachwerkgiebeln, überstehendem Freigebälk und Krüppelwalmdach. Vor dem straßenseitigen Risalit eingeschossiger Vorbau, darauf Balken mit schmiedeeisernes Geländer. An der linken Hausseite der überdachte Treppeneingang zur Straße, Treppenhausfenster mit Jugendstilverglasung. Das durch seine Materialkombination in der Villenreihe Darmstädter Straße auffällige Gebäude ist ein typischer Bau des Historismus. | um 1900                              | 571 DDB                              |
| Villa                                       | Villa                                                | Darmstädter Straße 77 LageFlur: 17, Flurstück: 85/2 | Eingeschossige gelbe Backsteinvilla auf hohem Granitsockel mit Walmdach auf niedrigem Kniestock in Fachwerk. Zur Straßenseite sowie rechts und links nur wenig vorstehende zweigeschossige Risalite mit Krüppelwalmdach. Rechts der Eingangsbereich mit kleiner Treppe und Verdachung. Der Fassadenschmuck in rotem Sandstein oder Eisenornamentik. Die kleine für den Major von Brockhusen nach Plänen Heinrich Metzendorf erbaute Villa, ist als Teil der Villenreihe an der Darmstädter Straße und frühes Werk Heinrich Metzendorfs von historischer Bedeutung. | 1896                                 | 572 DDB                              |
| Landhaus                                    | Landhaus                                             | Darmstädter Straße 79 LageFlur: 17, Flurstück: 81/2 | Giebelständiger, zweigeschossiger Putzbau auf gelbem Sandsteinsockel mit ins Obergeschoss eingreifendem Satteldach in Biberschwanzeindeckung. Rechts Risalit mit einer Eingangsloggia und darüber farbverglaste Fenster. Links Zwerchhaus mit Krüppelwalmdach und Schleppgaube. Hinter dem Haus Anbau mit Terrasse. Alle Giebel verschindelt sowie zur Straße gliedernde Pultverdachungen. Die Fenster mit groben Sandsteingewänden und teilweise mit Jugendstilornamentik. Das vermutlich nach Plänen von Ludwig Keßler erbaute, den Einmündungsbereich zur Roonstraße beherrschende Landhaus, ist als Beispiel der speziellen Landhausarchitektur an der Bergstraße, die sich aus dem Historismus entwickelte, von besonderer architektur- und regionalgeschichtlicher Bedeutung. | um 1905                              | 573 DDB                              |
| Villa                                       | Villa                                                | Darmstädter Straße 82 LageFlur: 18, Flurstück: 65/3 | Zweieinhalbgeschossiger Putzbau über hohem Sockel mit flachem Walmdach. Straßenseitig dreigeschossiger breiter Mittelrisalit mit flachen Walmdach und eingeschossigem Vorbau, darauf Terrasse. Fassadenschmuck wie Gesimse und Fenstergewände aus rotem Sandstein. Die Fenster im Obergeschoss mit Dreiecksgiebeln, im Risaliten jeweils zu dritt gekoppelt und mit horizontaler oder bogenförmiger Verdachung. Die stattliche Villa des Spätklassizismus ist als straßenbildprägender Bau des späten 19. Jahrhunderts von baugeschichtlicher Relevanz. | spätes 19. Jahrhundert               | 574 DDB                              |
| Villa                                       | Villa                                                | Darmstädter Straße 85 LageFlur: 16, Flurstück: 255/4 | Eineinhalbgeschossiger Putzbau, dabei Kniestock in Fachwerk, über hohem Sockel mit Krüppelwalmdach. Straßenseitig rechts Risalit mit Satteldach. An der rechten Hausseite überdachte Treppenanlage zum Eingang, auf dem Treppengeländer mit Kugelaufsätzen. An der linken Hauskante Türmchen mit Fachwerkobergeschoss und Spitzhelm. Die Fenster im Erdgeschoss mit Bogenabschluss und Gewänden aus rotem Sandstein. Die wohl nach Plänen Heinrich Metzendorfs entstandene Villa ist als typischer noch deutlich dem Historismus verpflichteter Bau Metzendorfs von architektur- und regionalgeschichtlicher Bedeutung. | um 1905                              | 575 DDB                              |
| Villa                                       | Villa                                                | Darmstädter Straße 92 LageFlur: 18, Flurstück: 53/1 | Zweigeschossiger Putzbau auf Sandsteinsockel mit Walmdach und dessen Gesims auf Konsolen. Straßenseitig leicht vortretender Risalit mit Satteldach, davor ein eingeschossiger Backsteinbau mit Balkon. Links überdachter Eingangsbereich mit Treppenanlage zur Straße, der in einen Treppenturm mit hohem, aufgeschobenem Walmdachhelm führt. Die Fenster mit gelben Sandsteingewänden, teilweise horizontalen Verdachungen. Im Giebel des Risalits kleines Halbbogenfenster. Entlang der Straße als Einfriedung niedrige Sandsteinmauer, darauf Eisenzaun. Die Eingangspforte und das zweiflügelige, schmiedeeiserne Tor zwischen Granitpfosten. Die in einer großen Gartenanlage liegende individuell ausgebildete Villa des Historismus ist von baukünstlerischem Wert. | um 1900                              | 576 DDB                              |
| Villa                                       | Villa                                                | Darmstädter Straße 98 LageFlur: 18, Flurstück: 50/1 | Giebelständiger eineinhalbgeschossiger Putzbau auf Granitsockel, der Kniestock in Fachwerk. Straßenseitig breites, zweigeschossige Zwerchhaus mit Krüppelwalmdach. Davor in die rechten Walmdachseite integrierter Vorbau mit Satteldach. An der echten Hausseite ebenfalls ein Fachwerkzwerchhaus und darunter ein kleiner Vorbau. Die Fenstergewände in rotem Sandstein. Die ungewöhnlich, bewusst malerisch gestaltete Villa ist von baukünstlerischer Relevanz. | um 1900                              | 577 DDB                              |
| Villa                                       | Villa                                                | Darmstädter Straße 100 LageFlur: 18, Flurstück: 48/1 | Zweigeschossiger Putzbau auf Sandsteinsockel mit Mansarddach. Straßenseitig links ein leicht vortretender Risalit mit geschweiftem Giebel mit Voluten. An rechten Hauskante turmartiger Erker in rotem Sandstein mit Welscher Haube und Wetterfahne. Die Fenster mit profilierten Gewänden in rotem Sandstein, im Erdgeschoss mit geschweiften Verdachungen, im Obergeschoss mit ausgeprägten Schlusssteinen. Der Eingang an der linken Seite mit historistischer Eingangstür, darüber flacher Fenstererker. Oberhalb ein Zwerchhaus mit großem, farbverglasten Bogenfenster. Die repräsentative Villa wurde im Stil des Neubarock errichtet. | um 1905                              | 450 DDB                              |
| Villa                                       | Villa                                                | Darmstädter Straße 104 LageFlur: 18, Flurstück: 46/1 | Kubischer, zweigeschossiger Putzbau mit Walmdach auf profilierten Holzkonsolen, das in einer runden Aussichtsplattform endet. Straßenseitigen ein zweigeschossiger Portikus mit ionischen Kolossalsäulen und Dreiecksgiebel. Die Fassade im Erdgeschoss mit rotem Sandstein verkleidet. An der rechten Gebäudeseite ein kleinerer Eingangsportikus mit dorischen Säulen und Verdachung. Hinter und links des Gebäudes eingeschossige Vorbauten, die hintere mit Loggia und Dachterrasse. Das Dachgesims mit zahnschnitt Ornamentik. Im Innern originales Treppenhaus und farbige Fensterverglasungen im Jugendstil erhalten. Die herrschaftlich Villa und der umgebenden Park mit altem Baumbestand, Teich mit Fontäne sowie Brunnenbecken und Frauenskulptur sind in ihrer Gesamtheit von besonderem historischem Interesse. | 1914                                 | 451 DDB                              |
| Haus Wilhelm Euler                          | Haus Wilhelm Euler                                   | Dürerstraße 2, Dürerstraße LageFlur: 16, Flurstück: 13/6, 13/7 | Zur Dürerstraße traufständiger, eingeschossiger Putzbau auf hohem gelbem Sandsteinsockel und mit steilem Krüppelwalmdach. Die Giebelseiten zweifach gestuft. Der obere Giebelabsatz verschindelt darunter Kranzornamentik. Giebel zur Ernst-Ludwig-Straße mit zweigeschossigem, verschindeltem Dreiseitenerker. Der Eingang zur Dürerstraße in einer über eine Treppenanlage erreichbare Loggia. Dort im Dach großes, geschweiftes, mit Schiefer geschindeltes Zwerchhaus. Die Fenster mit gelben Sandsteingewänden. Das prägende Gebäude des so genannten Brunnenwegviertels an der Ecke von Dürerstraße und Ernst-Ludwig-Straße wurde im Auftrag des Unternehmers Wilhelm Eulers nach Plänen von Heinrich Metzendorf errichtet. | 1902/03                              | 452 DDB                              |
| Landhaus Georg Metzendorf                   | Landhaus Georg Metzendorf                            | Dürerstraße 5 LageFlur: 16, Flurstück: 21/1 | Über L-förmigem Grundriss errichteter, eingeschossiger Putzbau auf hohem rotem Sandsteinsockelgeschoss und steilem Mansarddach mit umlaufendem Fußwalm. Der weithin landschaftsprägende westliche Giebel mit Krüppelwalmabschluss, Kugel und Wetterfahne. Nördlich ein Satteldachgiebel; beide Giebel mit kontrastreichem Gittermuster und rahmender Jugendstilornamentik. Der Haupteingang im abgeschrägten, nach Nordwesten ausgerichteten Innenwinkel mit darüberliegendem Balkon. Die Villa ist ein Frühwerk des bedeutenden, vor allem durch seine Planung für die Essener Margarethenhöhe bekannt gewordenen Georg Metzendorf, dem jüngeren Brüder des Architekten Heinrich Metzendorf. Georg Metzendorf selbst nutze den Bau als Wohngebäude und Architektenbüro. Das durch seine erhöhte Lage am Kirchberg, das prominente Villengebiet Bensheims beherrschendes Gebäude, ist vor allem architekturgeschichtlich von besonderer Bedeutung. | 1900 bis 1902                        | 453 DDB                              |
| Villa Dassel                                | Villa Dassel                                         | Ernst-Ludwig-Straße 2 LageFlur: 1, Flurstück: 1078/1 | Zweigeschossiges Wohnhaus in grauem Granit auf rechteckigem Grundriss mit hohem, überkragendem Walmdach, darauf Satteldachgauben. Das Traufgesims auf Holzkonsolen. Nach Süden Vorbau mit kannelierten Stützen, der darüber liegende Balkon mit schönem Eisengeländer. Die Fenster mit hölzernen Klappläden, alle Eingänge mit rundbogigen Granitgewänden. Das große Grundstück wird von einer hohen Granitmauer umgeben, das Portal mit gebauchten Rundstützen und dorischen Kapitellen. Das repräsentatives Anwesen an der Einmündung in die Arnauer Straße wurde für den Unternehmer Georg Dassel, Besitzer der Marmor und Granitwerk in Schönberg/Wilmshausen nach Plänen von Josef Winter, einem Mitarbeiter Georg Metzendorfs, errichtet. Das fast vollständig in Granit errichtete Gebäude ist eine Besonderheit im Bergsträßer Villenbau. Stilistisch ist es ein typischer Vertreter der am Klassizismus orientierenden Architekturauffassung der 1920er Jahre. | 1925                                 | 584 DDB                              |
| Villa                                       | Villa                                                | Ernst-Ludwig-Straße 5 LageFlur: 1, Flurstück: 1075/2 | Eineinhalbgeschossiger Putzbau über hohem Sandsteinsockel, Krüppelwalmdach, die Giebel mit Fachwerk. Straßenseitig Risalit, hier ebenfalls Krüppelwalmdach mit kleiner Gaube. An der Südwestkante des Risalits kleine, zweiseitige Erker mit geschweiften Hauben. Nördlich, neben dem Risalit, korbbogiges Fenster, darüber als eine Art Kniestock vier Fachwerkfelder mit gekreuzten Rauten. Die Kanten der Villa teilweise mit versetzter Quaderung. Entlang der Straße Sandsteineinfriedung mit Staketenzaun. | um 1905                              | 585 DDB                              |
| Villa                                       | Villa                                                | Ernst-Ludwig-Straße 7 LageFlur: 1, Flurstück: 1076/3 | Zweigeschossiger heller Putzbau auf braunrotem Sandsteinsockel mit Walmdach; darauf Schleppgauben. Straßenseitig Risalit mit Krüppelwalmdach, davor eingeschossiger, dreiseitiger Vorbau mit Pultdach. An der rechten Hauskante ein mehreckiger, zweigeschossiger Vorbau, der in einem Türmchen mit Spitzhelm endet. An der rechten Hausseite in einem eingeschossigen Vorbau mit Dachterrasse der Eingangsbereich und darüber ein Zwerchhaus mit Krüppelwalmdach. Die traditionelle Villa des Historismus ist ein unverzichtbarer Bestandteil des Brunnenwegviertels. | Anfang 20. Jahrhundert               | 586 DDB                              |
| Bild gesucht BW                             | Wohnhaus                                             | Ernst-Ludwig-Straße 9 LageFlur: 16, Flurstück: 1/1 | | Anfang 20. Jahrhundert               | 152480 DDB                           |
| Ernst-Ludwig-Straße 12                      | Villa                                                | Ernst-Ludwig-Straße 12 LageFlur: 17, Flurstück: 44/2 | Giebelständiger, eingeschossiger Putzbau auf Sandsteinsockel mit hohem Mansarddach, darauf Schlepp- und Fledermausgauben. Der straßenseitige Giebel durch Fußwalme zweifach gegliedert. An der rechten Hausseite Risalit und nach beiden Seiten schieferverkleidetes Zwerchhaus mit Satteldach. Die Fenster im Erdgeschoss mit Sandsteingewänden. Die weitgehend in sachlichen Formen gestaltete, wahrscheinlich nach einem Entwurf des Büros Ludwig Keßlers erbaute Villa passt sich der Bebauung des Brunnenwegviertels an und ist ein wichtiger Bestandteil dieses Villenviertels. | 1906                                 | 587 DDB                              |
| Villa                                       | Villa                                                | Ernst-Ludwig-Straße 13 LageFlur: 16, Flurstück: 6/1, 6/2 | Giebelständiger, zweigeschossiger gelber Sandsteinbau mit steilem, gestuftem Krüppelwalmdach. Rechts zweigeschossiger Anbau mit Satteldach, das sich in das Walmdach des Haupthauses einfügt. Der Giebel sowie der Anbau mit Holzverschindelung. Das stattliche Landhaus des Brunnenwegviertels, wurde nach den Plänen Heinrich Metzendorfs für den Gymnasiallehrer Prof. Dr. Christoph Langstroff errichtet und ist von besonderem baugeschichtlichem Interesse. | 1902                                 | 455 DDB                              |
| Villa von Tiedemann                         | Villa von Tiedemann                                  | Ernst-Ludwig-Straße 15 LageFlur: 16, Flurstück: 8/2 | Eingeschossiger, gelber Sandsteinbau auf hohem Sockelgeschoss mit Walmdach. Straßenseitig großes, fünfseitiges Zwerchhaus. Auf der rechten Hausseite die Treppenanlage zum Eingang, darüber ein großes Satteldachzwerchhaus. An der linken Hausseite ein dreiseitiger Risalit mit Satteldachabschluss. An der Rückseite des Hauses ebenfalls Zwerchhaus mit gestuftem Satteldachgiebel. Die Giebel der Zwerchhäuser sind verschindelt. Zur Straßenseite große, durch Sandsteingewände betonte Rechteckfenster, im Sockel Rundbogenöffnungen mit Jugendstilvergitterungen. Die kleine, kompakte Villa wurde nach Plänen von Heinrich Metzendorf für den Major a. D. Erhard von Tiedemann errichtet. Als markantes Gebäude Metzendorfs ist es von besonderer künstlerischer Relevanz. | 1903                                 | 456 DDB                              |
| Villa                                       | Villa                                                | Ernst-Ludwig-Straße 19 LageFlur: 16, Flurstück: 10/1, 10/2 | Giebelständiger eingeschossiger Putzbau auf hohem Sandsteinsockel mit Satteldach. Straßenseitig im Giebel hölzerne Blumengalerie mit Pultverdachung. An der rechten Hausseite risalitartiger Anbau mit eckigem Turmaufsatz, der in Spitzhaube endet, dort auch der Eingang mit Pultdach auf Holzstützen. An der Hausrückseite eingeschossiger Anbau mit Dachterrasse. Die Fenster mit roten Sandsteingewänden, die Öffnungen im Sockel mit Jugendstilvergitterungen. Die auffällige Villa wurde nach Plänen von Heinrich Metzendorf für den Bauunternehmer Leonhardt Hoehling erbaut und ist ein wichtiger Bestandteil dieses Brunnenwegviertels. | 1902                                 | 457 DDB                              |
| Villa Euleneck                              | Villa Euleneck                                       | Ernst-Ludwig-Straße 21 LageFlur: 16, Flurstück: 10/6 | Eingeschossiger, gelber Sandsteinbau auf L-förmigem Grundriss mit Mansardsatteldach in Biberschwanzeindeckung. Zur Ernst-Ludwig-Straße ein dreiseitiger Erker, der in dem darüber liegenden hohen Zwerchhaus aufgeht. Auffällig dabei die zweifach gestaffelte, geschweifte Verdachung. An der linken Hausecke auf dem Dach eckiges Türmchen mit Spitzdach. An der linken Hausseite Vorbau mit rundbogigem Fenster und Dachterrasse. An der rechten Hausseite der Eingang in einer Vorhalle. Auf der Rückseite des Hauses Zwerchhaus sowie Schleppgauben. Der neuere Anbau über einen niedrigen Zwischenbau auf weitem Rundbogen angefügt. Beide Bauten eingeschossig auf hohem Sandsteinsockelgeschoss und mit am Ende abgewalmten Mansarddach. Der gesamte Anbau holzverschindelt und mit hölzernen Klappläden. Die imposante, individuell gestaltete Villa an der Ecke zur Dürerstraße wurde für den Sohn von Kommerzienrat Wilhelm Euler erbaut. Die Pläne sowohl für das Hauptgebäude als auch für den 1912 errichteten Anbau stammen von Heinrich Metzendorf. Das eigenwillige Wohnhaus gilt als baukünstlerisch besonders Anspruchsvoll. | 1902/03                              | 458 DDB                              |
| Landhaus Heinrich Metzendorf                | Landhaus Heinrich Metzendorf                         | Ernst-Ludwig-Straße 25 LageFlur: 16, Flurstück: 14/1, 14/2 | Giebelständiger, eingeschossiger, weiß verfugter, roter Sandsteinbau, auf hohem Sockelgeschoss mit steilem, biberschwanzgedecktem Walmdach. Straßenseitiger, zentraler Eingang unter verschindeltem Erker auf hölzernen Konsolen, der in einem Zwerchhaus mit Satteldach endet. An der rechten Hausseite großes Zwerchhaus. Links der links abgerundete, nördliche Anbau von 1914 mit gestuftem steilem Mansarddach, das auf Holzkonsolen ruht, darauf Satteldachgaube. Dort rückwärtig eine pultverdachte, geschlossene Veranda, darüber kleine Loggia mit Rundstützen. Zur erhöht über der Straße gelegenen Eingangsterrasse führt die Treppenanlage ebenfalls in rotem Sandstein. Das von und für den Architekten Heinrich Metzendorf und seine Familie in seinem eigenen Landhausstil erbaute und bis heute fast unveränderte Wohnhaus mit Büro ist von besonderem kultur- und regionalgeschichtlichem Wert. | um 1900                              | 459 O3IR7UR4VAS4KWDUVMYBMDMOZC5RA3UM |
| Landhaus K. E. Knodt                        | Landhaus K. E. Knodt                                 | Ernst-Ludwig-Straße 27 LageFlur: 16, Flurstück: 16/1, 16/2 | Giebelständiger, eingeschossiger Putzbau über hohem, hellem Sandsteinsockel mit Satteldach, darauf großes, verbrettertes Zwerchhaus mit Satteldach. Die über eine Freitreppe erreichbare Eingangsloggia mit dekorativen Rundstützen. Das vergleichsweise kleine Wohnhaus wurde im typischen Landhausstil des Brunnenwegviertels, für Pfarrer und Odenwalddichter Karl Ernst Knodt, nach den Plänen von Heinrich Metzendorf errichtet. Zu Lebzeiten Knodts verkehrten in dem Haus Dichter wie Detlev von Liliencron, Hermann Hesse, Gustav Falke, Adam Karrillon und andere. Daher ist das Gebäude von besonderer kultur- und regionalgeschichtlicher Bedeutung. | 1903/04                              | 460 DDB                              |
| Villa                                       | Villa                                                | Ernst-Ludwig-Straße 29 LageFlur: 16, Flurstück: 85/3, 85/4 | Giebelständiger, breiter, eingeschossiger, verputzter Backsteinbau auf hohem Sockelgeschoss mit flach geneigtem Satteldach, darauf Schleppgauben. Straßenseitig zur linken Hausseite herumgezogene Terrasse mit einfach gestalteter Sandsteinbalustrade. An der linken Giebelseite halbrunder Vorbau mit Dachterrasse. Der Giebel und die Brüstung der Dachterrasse verschindelt und in der Giebelspitze ein Hirschkopf. An der rechten Hauskante ein eckiger Vorbau. An der rechten Hausseite die Eingangsloggia mit einer ionischen Säule und Pultverdachung. An der linken Hausseite kleiner Flügel mit Satteldach; auch hier eine Loggia mit ionischen Säulen. Rechts leider ein störender Anbau aus den 1960er Jahren. Die imposante Villa in erhöhter Lage ist vor allem wegen ihrer baukünstlerischen Gestaltung von Relevanz. | um 1900                              | 461 DDB                              |
| Villa                                       | Villa                                                | Ernst-Ludwig-Straße 30 LageFlur: 17, Flurstück: 6/1, 7/1 | Giebelständiges, eingeschossiges, gelbes Sandsteingebäude mit steilen Satteldach. Straßenseitig links um die Hauskante geführter Vorbau, der mit einer Pultverdachung abschließt und in das große Zwerchhaus mit Satteldach auf der linken Hausseite übergeht. Dort auch die pultverdachte Eingangsloggia mit runden Holzstützen. Die rechte Hausseite mit einem Satteldachzwerchhaus. Die Giebel senkrecht verbrettert mit weiß/braunem Streifenmuster, die hölzernen Klappläden farblich entsprechend mit ovalen Feldern gestaltet. Die Villa wurde nach Plänen der Brüder Metzendorf zusammen mit der Nr. 31 als Teil einer Doppelhausgruppe für den Kommerzienrat Wilhelm Euler erbaut. Das Haus ist unverzichtbarer Bestandteil der Doppelhausgruppe sowie des Brunnenwegviertels, außerdem ist es wichtiges Beispiel Metzendorf'scher Bauten. | 1903/05                              | 462 DDB                              |
| Villa                                       | Villa                                                | Ernst-Ludwig-Straße 31/29A LageFlur: 16, Flurstück: 70/5, 72/6, 87/4 | Zweigeschossiger Putzbau auf hohem Sockelgeschoss mit Walmdach. Straßenseitig repräsentative Eingangsloggia mit einem Pultdach sowie einem zentralen, dreiseitigen Zwerchhaus, das in einer gestuften kupfergedeckten Spitzhaube mit Wetterfahne endet. Das Zwerchhaus und die Dächer mit Biberschwanzeindeckung. Die Fenstergewände und Gebäudekanten mit gelbem Sandstein, die Kanten versetzt gequadert. Die Villa in erhöhter Position wurde für den baltischen Kaufmann Maximilian Wolff, nach den Plänen von Heinrich Metzendorf errichtet. Sie ist noch deutlich vom Historismus des späten 19. Jahrhunderts geprägt. | 1901/02                              | 463 DDB                              |
| Villa                                       | Villa                                                | Ernst-Ludwig-Straße 32 LageFlur: 17, Flurstück: 5/1 | Das Gebäude als Teil einer Doppelhausgruppe gleichzeitig mit der Haus-Nr. 30 entstanden und zu diesem spiegelbildlich ausgeführt. (Beschreibung siehe dort). Der planende Architekt der Gebäudegruppe war Heinrich Metzendorf. Sie ist als Bestandteil für das von den Bensheimer Architekten geprägte Brunnenwegviertel von besonderer Bedeutung. | 1903/05                              | 464 DDB                              |
| Villa Weyl                                  | Villa Weyl                                           | Ernst-Ludwig-Straße 33 LageFlur: 16, Flurstück: 70/8 | Das als Zweitwohnsitz konzipierte Landhaus besteht aus dem giebelständigen Hauptwohngebäude und einem kleineren traufständigen Nebengebäude mit Küche und Gästezimmern, hinter dem Hauptgebäude L-förmig angeordnet. Beide sind durch einen niedrigen Bau verbunden. Rechts des Hauptgebäudes ein rechteckig umgrenzter Zier- oder Brunnenhof mit Arkaden. Alle Gebäudeteile sind eingeschossig in hellem Sandstein mit Satteldach errichtet. Das Haupthaus an der rechten Hauskante erkerartig gerundet und links die Loggia mit Rundstützen. Auf dem aufgeschobenen Satteldach des Haupthauses beidseitig hohe Gauben mit geschweiftem Dach, die Giebel holzverschindelt. Das schlichtere Nebengebäude mit Schleppgaube, auch hier die Giebel holzverschindelt. Das Landhaus wurde für den Mannheimer Kommerzienrat Dr. Ludwig Carl Weyl errichtet von der Bürogemeinschaft Heinrich und Georg Metzendorf geplant. Die Zweiflügelanlage ist einzigartig unter den Metzendorf'schen Gebäuden und gilt als ein Höhepunkt der individuellen Landhausarchitektur an der Bergstraße. | 1905/06                              | 465 DDB                              |
| Villa                                       | Villa                                                | Ernst-Ludwig-Straße 36 LageFlur: 17, Flurstück: 2/1 | Zweigeschossiger Putzbau auf rotem Sandsteinsockel mit Walmdach, darauf Walmgauben. Straßenseitig an der linken Hausseite aus der Fassade zurückgesetzter Flügel, dort und rechts an der Fassade Kantenquaderung. An der rechten Hausseite der Eingang mit originaler Tür, überdacht mit Pultdach und mit Standsteinstützen. Vor dem zurückgesetzten Flügel eingeschossiger Anbau mit Dachterrasse, ursprünglich mit Pergola, davor Pultverdachung. Im Innern noch originale hölzerne Treppe mit Jugendstilornamentik sowie Stuckdecken. Die Villa wurde für den Großkaufmann Maximilian Wolff erbaute. Mitverantwortlicher Architekt war Heinrich Metzendorf. Durch seine recht nüchterne Fassade unterscheidet sich die Villa deutlich von den jüngeren Metzendorf-Bauten der Ernst-Ludwig-Straße. | 1905/06                              | 704 DDB                              |
| weitere Bilder                              | Villa                                                | Ernst-Ludwig-Straße 45 LageFlur: 16, Flurstück: 135/1, 135/2 | Zweigeschossiger Putzbau auf gelben Sandsteinsockel mit hohem, aufgeschobenem Halbwalmdach, dort Schleppgauben. An der straßenseitig rechten Hauskante mit fünfseitigem Erker. An der linken Hausseite ein von der Fassade zurückgesetzter Flügel mit Satteldach. Im dadurch gebildeten Winkel Eingangsterrasse. An der rechten Hausseite eingeschossiger Vorbau mit Terrasse. Die Fenster mit profilierten Sandsteingewänden. Die Villa ist der nördlichste Metzendorf-Bau Villa der Ernst-Ludwig-Straße und wurde für den Fabrikanten Ludwig Leichtweiß errichtet. | 1911                                 | 589 DDB                              |
| Villa                                       | Villa                                                | Gerhart-Hauptmann-Straße 6/4 LageFlur: 16, Flurstück: 258/12, 258/5 | Zweigeschossiger Sandsteinbau mit nach Osten abgewalmtem, aufgeschobenem Satteldach mit Mönch-Nonnen-Deckung und kleinen Schleppgauben, die Hauskante nach Südosten abgerundet. Zur Straße je eine Loggia, im Erdgeschoss mit Rundbogen, im Obergeschoss rechteckig. An der rechten Hausseite eingeschossiger Anbau mit Terrasse. Der Eingang rückwärtig hinter dem Haus mit Vorhalle, darauf Pultdach auf drei Sandsteinstützen. Die Fenster in den verschindelten Giebeln mit Klappläden. Entlang der Straße eine Sandsteinmauer mit Durchfahrt, die von einem Satteldach überspannt wird. Der Auftraggeber für den stattlichen Landhausbau in einer großen Parkanlage war Franz Bahner, Sohn eines Silberwarenfabrikanten. Der ausführende Architekt war Heinrich Metzendorf. Zu dem Besitz gehörte auch eine um 1911 erbaute Autogarage, vermutlich die Erste in Bensheim. Die Villa gehört zu den stattlichsten Wohnhäusern Metzendorfs. | 1906                                 | 474 DDB                              |
| Villa Anna Maria                            | Villa Anna Maria                                     | Fehlheimer Straße 43 LageFlur: 1, Flurstück: 1131/4 | Traufständiger Backsteinbau mit unregelmäßigem Grundriss auf Granitsockel mit Krüppelwalmdach. Straßenseitig weit vorragender Risalit mit Satteldach. Im linken Winkel Eingangsbereich mit originaler Tür. Die kleine Backsteinvilla in einer Gartenparzelle ist ein typisches Beispiel des Historismus und daher von siedlungs- und architekturgeschichtlichem Interesse. | Ende 19. Jahrhundert                 | 590 DDB                              |
| Ehem. Reichsbanknebenstelle                 | Ehem. Reichsbanknebenstelle                          | Friedrichstraße 7 LageFlur: 1, Flurstück: 1118/1 | Zweigeschossiger heller Putzbau an der Ecke zur Wilhelmstraße mit schiefergedecktem Walmdach, darin neuere Schleppgauben. Alle Seiten sind durch Kolossalpilaster mit ionischen Kapitellen regelmäßig gegliedert. Unter der Traufe ein Gesims mit Ornamentik aus Girlanden und Achtecksternen. Zur Friedrichstraße, giebelseitig ein Eingangsportal mit darüber liegendem kleinen Balkon. Das Gebäude wurde 1927 als Nebenstelle der Reichsbank errichtet und ist ein typisches Beispiel der in den 1920er Jahren wieder auflebenden klassizistischen Strömung. | 1927                                 | 594 DDB                              |
| Wohngebäude                                 | Wohngebäude                                          | Hochstraße 1 LageFlur: 1, Flurstück: 1096/5 | Dreigeschossiger, heller Putzbau auf hohem Sandsteinsockel mit Krüppelwalmdach, darin Schleppgauben an der Ecke zur Darmstädter Straße. Zur Darmstädter Straße nach rechts verschobener Risalit und darin ein erkerartiger, dreiseitiger Vorbau, der bis in den Satteldachgiebel des Risaliten reicht. Links davon eine dreigeschossige Veranda mit im Erdgeschoss bogenförmigen und in den Obergeschossen horizontalen Abschlüssen. Zur Hochstraße das rundbogige Eingangsportal und darüber ein zweigeschossiger, dreiseitiger Erker, der mit einer geschweiften Haube abschließt. Das von Heinrich Metzendorf in seiner frühen Schaffensphase geplante Gebäude ist von baugeschichtlicher und städtebaulicher Bedeutung. | 1897                                 | 500 DDB                              |
| Wohnhaus                                    | Wohnhaus                                             | Hochstraße 2 LageFlur: 1, Flurstück: 1098/2 | Zweigeschossiger, kubischer, heller Putzbau auf rotem Sandsteinsockel mit Walmdach, darauf Schleppgauben, an der Ecke zur Darmstädter Straße. An den Straßenfronten große Zwerchhäuser mit Satteldach und überhöhtem Giebel. Zur Darmstädter Straße davor eingeschossiger, dreiseitiger Erker mit Walmdach, zur Hochstraße davor rundbogiges Eingangsportal. Zum Kreuzungsbereich an der Hauskante sechsseitiger Erker mit spitzer Haube als Abschluss. Die Fassaden, Fenstergewände und Gesimse sehr aufwendig in gelbem Sandstein gestaltet. Um das Anwesen als Einfriedung Sandsteinmäuerchen mit dekorativem Eisenzaun. Das mächtige, für den Lorscher Zigarrenfabrikanten Ernst Carstanjen von Heinrich Metzendorf geplante Wohnhaus lässt deutlich historistische Elemente erkennen. Das Gebäude ist als markantes Werk Metzendorfs und zusammen mit dem gegenüberliegenden Haus Nr. 1 von städtebaulicher Bedeutung. | 1897/98                              | 501 DDB                              |
| weitere Bilder                              | Ehem. Bischöfliches Konvikt                          | Kirchbergstraße 18 LageFlur: 17, Flurstück: 242 | Das Gebäude beherbergt heute das Rathaus der Stadt Bensheim. Weitere Details siehe zugehörigen Artikel. »Der optisch vor allem in die südliche Wilhelmstraße wirkende, späthistoristische Bau des ehemaligen Bischöflichen Konvikts ist für Bensheim von orts- und schulgeschichtlicher Bedeutung, als Werk des renommierten Kirchenbaumeisters Ludwig Becker steht seine Erhaltung auch in architekturgeschichtlichem Interesse.« | 1899/1900                            | 623 DDB                              |
| Wohnhaus                                    | Wohnhaus                                             | Kirchbergstraße 22 LageFlur: 17, Flurstück: 128/18 | Giebelständiger, zweigeschossiger Putzbau mit zentralem Risalit zur Straße und Satteldach. Das schlichte Wohnhaus im Stil des Historismus besitzt eine einfache Gliederung durch Gesimse und ein Zahnschnittfries im Giebel. Die Fenster mit hölzernen Klappläden und im Obergeschoss mit horizontalen Verdachungen. Das Gebäude wurde 1901 als Wohnung des Leiters des Großherzoglichen Hochbauamtes erbaut. Dieses wurde im Nachbargebäude eingerichtet, in welchem vorher das Bischöfliche Konvikt untergebracht war. | 1901                                 | 562 DDB                              |
| Wohnhaus                                    | Wohnhaus                                             | Kirchbergstraße 24 LageFlur: 17, Flurstück: 112/1 | Zweigeschossiges Gebäude aus gelbem Sandstein mit Satteldach an der Ecke zur Darmstädter Straße. An der Traufseite zur Darmstädter Straße ein zentraler Risalit mit Satteldach. Auf der Gegenseite des Hauses ein Eingangsrisalit. Fassadengliederung durch umlaufenden Sandsteinsims und vertikale Kantenbetonung sowie einem „Deutschen Band“ unter der profilierten Traufe. Die Fenster mit roten Sandsteingewänden, hölzernen Klappläden und im Obergeschoss mit horizontaler Bedachung. Die Einfriedung besteht aus einer niedrigen Backsteinmauer, das Eingangstor zur Darmstädter Straße ist zweiflüglig und aus Eisen. »Das baugeschichtlich und ästhetisch ansprechende Wohnhaus, das kurz von 1900 entstanden sein dürfte, ist auch von städtebaulicher Bedeutung.« | um 1900                              | 723 DDB                              |
| Wohnhaus                                    | Wohnhaus                                             | Kirchbergstraße 30 LageFlur: 17, Flurstück: 48/1 | Traufständiger, zweigeschossiger Putzbau auf rotem Sandsteinsockel mit steilem Walmdach. Zur Straße dreiseitiger Vorbau, darüber dreiseitiger Erker und im abgewalmten Dachgiebel Zierfachwerk. Links daneben Dreiecksgaube. An der rechten Hausseite schmaler Fachwerkerker mit Satteldachabschluss. Rechts am Haus der Eingangsbereich mit Haupt- und Dienstboteneingang, die über eine Granittreppe mit Sandsteinbrüstung zu erreichen sind, darüber hölzerne Pultverdachung. Die Fenster mit Sandsteingewänden und straßenseitig im Obergeschoss korbbogig abgeschlossen, sowie unter den Fenstern ein Streifen aus Biberschwanzziegeln. Das Gebäude mit dem umgebenen Gartengelände ist von künstlerischem und baugeschichtlichem Wert. | 1903                                 | 724 DDB                              |
| Wohnhaus                                    | Wohnhaus                                             | Kirchbergstraße 32 LageFlur: 17, Flurstück: 46/3 | Zur Kirchbergstraße giebelständiger, zweigeschossiger Putzbau auf Granitsockel mit Satteldach, darin kleine Schleppgauben, an der Ecke zur Ernst-Ludwig-Straße. An beiden Traufseiten befinden sich Risalite. Zur Kirchbergstraße befindet sich im Obergeschoss ein dreiseitiger Erker mit mehrfach profiliertem Gesimsabschluss und als Abschluss Satteldach mit holzverkleidetem Giebeldreieck auf Konsolen. Die Straßenfassaden durch schmale Gesimse horizontal gegliedert und im unteren Drittel Scharrierung. Die größeren Fenster mit rundbogigem Abschluss. Der Eingang im östlichen Risaliten mit Pultverdachung und das dahinter liegende Treppenhaus mit farbverglasten Fenstern. Das anspruchsvoll gestaltete Wohnhaus ist auch auf Grund seiner Lage von städtebaulicher Relevanz. | 1904                                 | 624 DDB                              |
| Villa                                       | Villa                                                | Lindenstraße 2 LageFlur: 18, Flurstück: 52/5 | Zweigeschossiger Putzbau auf gelbem Sandsteinsockel mit weit überkragendem Walmdach an der Ecke zur Darmstädter Straße. Zur Darmstädter Straße eingeschossiger Vorbau mit Terrasse, darauf seitliche Brüstungsmauern mit Steinkugeln und zur Straße Eisengeländer mit Ornamentik. Auf der gleichen Seite im Dach große Fledermausgaube mit integrierter Terrasse. Der Eingangsbereich zur Lindenstraße in einer Loggia. An der gegenüber liegenden Hausseite halbkreisförmiger zweigeschossiger Vorbau und darüber im Dach eine Schleppgaube. | 1910                                 | 628 DDB                              |
| Villa                                       | Villa                                                | Moltkestraße 6 LageFlur: 17, Flurstück: 32/2 | Giebelständiger, eingeschossiger Putzbau über hohem Sandsteinsockel mit einem hohen Krüppelwalmdach, darin verschindelte Satteldachgaube. Der auffällige, straßenseitige Giebel im oberen Bereich verschiefert und durch Pultverdachung horizontal gegliedert. Das sich an der linken Hausseite befindliche große Zwerchhaus mit Walmdach ebenfalls verschindelt. Der Eingang befindet sich in einer Loggia, deren Stützen mit geometrischer Ornamentik versehen sind. Die Fenster in der Giebelfassade besitzen kräftige Sandsteingewände. Die im Stil der Metzendorfschen Bauten errichtete, repräsentative Villa plante und nutzte der Bensheimer Architekt Ludwig Keßler als eigenes Wohnhaus. | 1900er Jahre                         | 514 DDB                              |
| Haus Münkler                                | Haus Münkler                                         | Moltkestraße 7 LageFlur: 17, Flurstück: 36/2 | Eingeschossiger, kubischer Putzbau auf hohem Sockel mit Zeltdach, darin Gauben nach allen vier Seiten. An der rechten Hausseite zweiseitiger, spitz zulaufender Erker. Besonders auffällig am Fassadenschmuck sind das Sohlbankgesims sowie das kräftige Traufgesims, die beide durch den Eingangsbereich unterbrochen werden. An der Straßenseite zentraler Eingang über einen Treppenaufgang mit Brüstungsmauer und schmiedeeisernem Geländer mit Ornamentik des „Art déco“. Die um 1930 nach Plänen des Metzendorf-Schülers Georg Fehleisen entstandene Villa, setzt die Tradition der späten Bauten Heinrich Metzendorfs unter Verwendung moderner Elementen der 1920er Jahre fort. »Als baukünstlerisch interessanter Nachfolgebau in der Metzendorftradition von besonderer architekturhistorischer Bedeutung.« | um 1930                              | 29855 DDB                            |
| Wohnhaus                                    | Wohnhaus                                             | Moltkestraße 9 LageFlur: 17, Flurstück: 36/3 | Zur Grünanlage um den Bismarck-Brunnen platzierter giebelständiger, eingeschossiger Granitbau mit hohem Krüppelwalmdach und renaissanceartig geschweiften Schildgiebeln. Im Dach kleine Schleppgaube. An der hinteren Hausseite ein Wintergarten mit runden Stützen. Die Fenster mit roten Sandsteingewänden und hölzernen Klappläden. Der Eingang zentral in der straßenseitigen Giebelfront über gerundete Stufen erreichbar und mit Pultverdachung. Die Einfriedung mit niedriger Granitmauer, darauf Sandsteinabdeckung und erneuerter Holzzaum zwischen Granitpfosten. Das Gebäude wurde für den jüdischen Kaufmann Salomon Marx nach Plänen Joseph Winters, dem leitenden Architekten im Büro Metzendorf, errichtet. »Der das Metzendorf-Ensemble prägende Bau ist von orts- und architekturgeschichtlicher Relevanz.« | 1924                                 | 635 DDB                              |
| Wegekreuz                                   | Wegekreuz                                            | Rodensteinstraße (Ritterplatz) LageFlur: 1, Flurstück: 1163/11 | Das Kreuz aus Sandstein wurde 1710 aufgrund einer Stiftung des Bensheimer Stadtschreibers Johann Heinrich Lippert errichtet. Kreuz und Sockel wurden inzwischen erneuert. Am Kreuz die Figur des gekreuzigten Jesu mit einer Höhe von ca. 170 cm. »Als religions- und ortsgeschichtliches Dokument der Barockzeit von Bedeutung.« | 1710                                 | 657 DDB                              |
| Ehem. Remise                                | Ehem. Remise                                         | Roonstraße 2 LageFlur: 16, Flurstück: 258/20 | »Eingeschossiger, verputzter Backsteinbau mit Satteldach, die Giebel mit Holzschindel verkleidet, Fensterbank mit Zahnschnittornamentik. Im Dach breit gelagerte Gauben. Als Autogarage errichtetes Häuschen auf dem ehemals weitläufigen Gelände der Villa Bahner (Gerhart-Hauptmann-Str. 6). Wie zur Villa hat auch hier Heinrich Metzendorf die Pläne geliefert. Als wohl älteste Autogarage Bensheims und baulicher Rest des parkähnlichen, heute weitgehend mit Wohnhäusern bebauten Geländes um die Villa Bahner von Bedeutung.« | 1911                                 | 28881 DDB                            |
| Atelierhaus                                 | Atelierhaus                                          | Roonstraße 5, Roonstraße LageFlur: 17, Flurstück: 17/9 | Traufständiges, eingeschossiges Atelierhaus mit einem hohen, beidseitig abgewalmten Mansarddach, darin beidseitig hohe, zweigeschossige Zwerchhausaufbauten. Das straßenseitige Zwerchhaus besitzt im Obergeschoss ein großes Atelierfenster zwischen pylonartigen Aufbauten. Das gegenüberliegende Zwerchhaus hat nur ein schmales Fensterband. An beiden Giebelfronten ein dreiseitiger Erker im Erdgeschoss mit darüberliegendem Vorbau. Das unkonventionelle Atelierhaus wurde nach Plänen Heinrich Metzendorfs für den Maler Hermann Bahner errichtet. Dieser hatte sich angezogen durch die Darmstädter Künstlerkolonie 1900 an der Bergstraße niedergelassen, wo er durch sein Gemälde des Odenwaldes und seine Stadtansicht Bensheims bekannt wurde. »Das Haus besaß ursprünglich eine reich mit Jugendstilornamentik geschmückte Putzfassade, die kastenartigen Zwerchhäuser waren durch eine kontrastierende Bänderung besonders hervorgehoben. Diese künstlerisch bedeutenden Merkmale sind durch eine vereinfachende Sanierung des Gebäudes bedauernswerterweise verloren gegangen. Trotzdem ist das traufständige Wohnhaus wichtiger Bestandteil des Bensheimer Villenviertels und von ortsgeschichtlicher Relevanz.« | 1904                                 | 523 DDB                              |
| Villa                                       | Villa                                                | Roonstraße 7 LageFlur: 17, Flurstück: 16/1, 16/2, 16/3 | Zweigeschossiges, kubisches Gebäude mit hohem, weit überkragendem, aufgeschobenen Zeltdach, darin große Walmdachgauben. Bis zur Höhe der Obergeschossfenster rotes Sandsteinsichtmauerwerk, darüber über einem Zierfries hell verputzt. Im Erdgeschoss große rundbogige Fenster, im Obergeschoss rechteckige Fenster mit Klappläden. Der pultverdachte Eingang befindet sich Richtung Roonstraße, darüber die Treppenhausfenster in einer Vierergruppe. Die Villa wurde 1913 für den Fabrikantensohn Franz Bahner, wahrscheinlich vom Büro Heinrich Metzendorfs, errichtet. Zwei weitere Häuser waren von diesem Architekturbüro bereits für die Familie Bahner erbaut worden. | 1913                                 | 667 DDB                              |
| Villa                                       | Villa                                                | Roonstraße 8 LageFlur: 16, Flurstück: 244/2 | Traufständiger, zweigeschossiger Putzbau auf hohem, gelbem Sandsteinsockel mit aufgeschobenem Walmdach und darin Fledermausgauben. Zur Roonstraße klassizistisch anmutender Vorbau mit ionischen Säulen und Dreiecksgiebel. An der rechten Hausseite ein weiterer Vorbau mit darüber liegender Terrasse. Als horizontale Fassadengliederung ein Gesims in Höhe der Obergeschossfenster. Die Villa wurde für Baron Walter von Goerck nach Plänen des Metzendorf-Schülers Josef Winter errichtet. »Die an der Ecke zur Gerhart-Hauptmann-Straße liegende Villa ist als Exponent einer neuen Sachlichkeit wichtiger Bestandteil des nördlichen Villengebietes von Bensheim.« Zeitweilig wohnte in dem Gebäude der rechtsextreme Terrorist Manfred Roeder. | 1927                                 | 668 DDB                              |
| Wohnhaus                                    | Wohnhaus                                             | Roonstraße 20 LageFlur: 16, Flurstück: 231/4 | Traufständiger, eingeschossiger Putzbau mit hohem, schiefergedecktem Mansardwalmdach, darin Satteldachgauben. Straßenseitig, zentral der Eingangsbereich als Vorbau mit einer Terrasse als Abschluss, die über einen Ausgang im Mansarddach zu betreten ist. Die Eingangstür mit rundbogigem Abschluss und einem verglasten Vordach, die Terrasse mit dekorativem Eisengeländer. Vor den großen Fenstern eiserne dekorative Korbvergitterungen. Das für den Major Frey im Stil des Spätbarock erbaute und von dem Bensheimer Architekten Georg Fehleisen geplante Gebäude ist von besonderer orts- und architekturhistorischer Bedeutung. Der Architekt Georg Frey war der Nachfolgeinhaber des Architekturbüros Heinrich Metzendorf. | 1927/28                              | 720 DDB                              |
| Wohnhaus                                    | Wohnhaus                                             | Seminarstraße 4 LageFlur: 17, Flurstück: 146/10 | Giebelständiger, eingeschossiger Putzbau mit hohem Mansarddach. An der Giebelseite zwei eingeschossige halbrunde Erker mit linsenförmigem Abschluss. An der rechten Hausseite der Eingangsbereich, in einer breiten vorgezogene Loggia mit viereckigen Säulen, die das abschließende Walmdach tragen. Darauf eine kleine Terrasse und im Dach ein Zwerchhaus mit Krüppelwalmdach, über das der Zugang zur Terrasse erfolgt. Ein gleichartiges Zwerchhaus befindet sich auch auf der gegenüber liegenden Hausseite. Als Fassadenschmuck ein umlaufendes Ornamentband unterhalb der Traufe, das auch die Erker in der Giebelseite mit einschließt. »Als vom Jugendstil beeinflusstes Wohnhaus von bau- und siedlungsgeschichtlicher Bedeutung.« | 1910/11                              | 673 DDB                              |
| Seminarstraße 7 · Seminarstraße 13          | Wohnanlage                                           | Seminarstraße 7/9/11/13 LageFlur: 18, Flurstück: 71/1, 73, 74, 75, 80 | Die Wohnanlage besteht aus drei zweigeschossigen Putzbauten, die beiden äußeren baugleich und schmäler als das zurückgesetzte breitere Gebäude. Alle drei Häuser mit aufgeschobenem Walmdach, wobei sich im mittleren ein zentrales Zwerchhaus mit Satteldach befindet, dessen Giebel klassizistisch erscheint. In der dortigen sechsfach gegliederten Fassade befindet sich jeweils außen im Erdgeschoss ein halbrunder Anbau und darauf ein Balkon mit schmiedeeisernem Geländer. Die beiden äußeren Gebäude fallen durch die beiden straßenseitigen, runden Vorbauten an den Hauskanten auf. Dort in den Walmdächern sitzen an allen vier Seiten Fledermausgauben. Die Wohnanlage wurde von dem Bensheimer Architekten Wilhelm Nahrgang geplant und gilt als siedlungs- und architekturhistorisch sowie baukünstlerisch bedeutend. | 1912/13                              | 674 DDB                              |
| Villa                                       | Villa                                                | Seminarstraße 15 LageFlur: 18, Flurstück: 81 | Zweigeschossiger Putzbau an der Einmündung der Pestalozzistraße, mit aufgeschobenem Walmdach, worauf sich allseitig Walmdachgauben befinden. Zur Seminarstraße ein gerundeter eingeschossiger Vorbau, worauf sich eine Terrasse mit gemauerter Brüstung befindet. Als Fassadenschmuck profiliertes Gesims in Höhe der Fensterbände des Obergeschosses sowie ein umlaufendes Fries mit Kreisornamentik unter der Traufe. Als Einfriedung eine niedrige Granitmauer mit Lattenzaun. »Als Beispiel einer sachlichen, am Klassizismus orientierten Architektur der späten (1900) zwanziger Jahre von baugeschichtlicher Relevanz.« | 1928                                 | 675 DDB                              |
| Wohnhaus                                    | Wohnhaus                                             | Weiherstraße 6 LageFlur: 1, Flurstück: 1129/2 | Giebelständiger, eingeschossiger, heller Putzbau auf rotem Sandsteinsockel mit steilem Satteldach. Links auf dem Dach ein hohes Zwerchhaus das ebenfalls ein Satteldach trägt. Straßenseitig ein nach rechts versetzter, halbkreisförmiger, eingeschossiger Vorbau und darauf eine Terrasse mit durchbrochener gemauerter Brüstung, alles in rotem Sandstein. Die Öffnungen sind mit Jugendstilmotiven vergittert. Das Giebeldreieck auch im Zwerchhaus im oberen Bereich verschindelt und durch Pultverdachungen gegliedert. Der Eingangsbereich in der linken Hauskante als leicht vorstehende Loggia, die an der Giebelseite ein Pultdach trägt und mit Sandstein verblendet ist. Die Eingangsöffnung an der linken Hausseite mit rundbogigem Abschluss, zu der eine einläufige Treppe führt. Die Einfriedung besteht aus einer niedrigen Sandsteinmauer auf der sich ein Eisenzaum mit dekorativer Jugendstilornamentik befindet. Das Gebäude ist in seinen Sandsteinteilen künstlerisch sehr aufwendig gestaltet. | um 1905                              | 676 DDB                              |
| Backsteinwohnhaus                           | Backsteinwohnhaus                                    | Weiherstraße 8 LageFlur: 1, Flurstück: 1130/1 | Eingeschossiges Backsteingebäude auf Sandsteinsockel mit Walmdach. Straßenseitig ein zweigeschossiger Risalit mit Satteldach, davor ein eingeschossiger. halbrunder Erker mit Spitzhaube. An der rechten Hausseite ein weiter zweigeschossiger, aber vorstehender Risalit, in dem der Eingang und das Treppenhaus untergebracht sind und der in einem Pyramidendach mit Wetterfahne endet. In der Kante zum Risalit ein eingeschossiger abgerundeter Anbau, dessen Verdachung in das Walmdach übergeht. Hinter dem Risalist ein weiterer Anbau mit Erker. In dem verbleibenden straßenseitigen Abschnitt des Walmdaches zwei Schleppgauben. Die Fenster sind mit roten Sandsteingewänden versehen. Als Einfriedung an der Straßenfront eine niedrige Sandsteinmauer, worauf ein einfacher Eisenzaun zwischen Sandsteinpfosten steht. »Das Haus ist als baugeschichtliches Zeugnis der Jahrhundertwende (19./20.) von Relevanz.« | um 1900                              | 677 DDB                              |
| Wohnhaus                                    | Wohnhaus                                             | Weiherstraße 12 LageFlur: 1, Flurstück: 1130/7 | Zweigeschossiges Granitgebäude mit verschachtelter Dachlandschaft an der Einmündung zur Fehlheimer Straße. Zur Fehlheimer Straße ein verputzter, geschweifter Giebel, wobei der Übergang zur Granitfront als Bogenfries gestaltet ist. An der zur Einmündung zeigenden Hauskante ein zweigeschossiger Eckturm, der mit einer aufgeschobenen, spitzen Haube mit Kugel und Wetterfahne abschließt. Zur Weiherstraße ein stark vortretender, zweigeschossiger Risalit mit Satteldach, dessen Giebel verschindelt ist. Im Obergeschoss des Risalit ein dreiseitiger ebenfalls verschindelter Erker. Der Eingangsbereich befindet sich links von diesem Risalit ein einem weiteren zweigeschossigen Vorbau mit Satteldach, dessen Obergeschoss in schlichtem Fachwerk ausgeführt wurde. »Das Wohnhaus muss wegen seiner sorgfältigen Gestaltung in seinem baukünstlerischen Wert gewürdigt werden.« | 1904                                 | 678 DDB                              |
| Wohnhaus                                    | Wohnhaus                                             | Wilhelmstraße 7 LageFlur: 1, Flurstück: 1175 | Traufständiger, zweigeschossiger Putzbau auf Standsteinsockel mit steilem Krüppelwalmdach. Das vorkragende Obergeschoss ruht auf gerundeten Konsolen. An der linken Hauskante ein Fenstererker, der aber durch Renovierungsmaßnahmen viel von seinem markanten Aussehen verloren hat. Ebenso die Giebelfront, die ursprünglich verschindelt und durch Pultverdachungen gegliedert war, ist jetzt mit dunklen Eternitplatten verkleidet. Straßenseitig rechts noch die alte Eingangstür mit Sandsteingewänden und vergittertem Oberlicht. Im Dach eine breite Schleppgaube und darüber eine viel kleinere Satteldachgaube. Das für den Fuhrunternehmer Karl Platz nach Plänen von Heinrich Metzendorf errichtete stattliche Gebäude gilt trotz der unsachgemäßen Renovierungsmaßnahmen als architektur- und ortsgeschichtlich relevant. | 1912                                 | 679 DDB                              |
| Wohnhaus                                    | Wohnhaus                                             | Wilhelmstraße 10 LageFlur: 1, Flurstück: 1201/15 | Traufständiger, eingeschossiger Putzbau auf Sandsteinsockel mit Satteldach. An der rechten Seite ein zweigeschossiger Risalit mit Krüppelwalmdach, in dessen oberer Giebelhälfte sich Fachwerk mit Feuerbockmotiven befindet. Links davon im Dach befindet sich eine Schleppgaube. Die Fenster der Straßenfront mit breiten dekorativen roten Sandsteingewänden. Im Erdgeschoss des Risalit ein großes Bogenfenster mit Schlussstein. Im Obergeschoss zwei gekoppelte Fenster mit gleicher Optik und im Giebel noch einmal zwei kleinere Fenster mit horizontalem Abschluss. Im Erdgeschoss links drei gekoppelte Fenster aber mit horizontalem Abschluss und Sandsteingewänden. An der linken Hausseite noch die originale Eingangstür mit Farbverglasung. In der schmiedeeisernen Einfriedung befinden sich Schmuckelemente. Das Wohnhaus im Stil des Historismus gilt als siedlungsgeschichtlich und städtebaulich wertvoll. | 1904                                 | 680 DDB                              |
| Wohnhaus                                    | Wohnhaus                                             | Wilhelmstraße 14 LageFlur: 1, Flurstück: 1200/15 | Traufständiger, zweigeschossiger Putzbau auf Granitsockel mit Satteldach. Zur Straße, rechts ein großer Risalit mit Satteldach und in dessen Giebel Zierfachwerk sowie zwei hohe rundbogige Fenster. Links davon ein, die restliche Straßenfront einnehmender Balkon mit Pultdach und Holzgeländer und Stützen. Die Fenster im Erdgeschoss mit Rundbogen im Obergeschoss mit horizontalem Abschluss. Als Einfriedung ein Eisenzaun mit Jugendstilmotiven auf einer niedrigen Granitmauer sowie ein Eisentor zwischen Sandsteinpfosten. Das Gebäude mit seiner Einfriedung gilt als baugeschichtlich und baukünstlerisch bedeutend. | 1902                                 | 681 DDB                              |
| Wohnhaus                                    | Wohnhaus                                             | Wilhelmstraße 19 LageFlur: 1, Flurstück: 1192/3 | Traufständiger, eingeschossiger, heller Putzbau auf Sandsteinsockel mit einseitig abgewalmtem Satteldach im Stil des Historismus. Straßenseitig, zentral ein hervortretender Risalit mit Satteldach und Stufengiebel, der mit Valuten und Kugelaufsätzen geschmückt ist. Die Fassade ist mit Brüstungs- und Traufgesims in rotem Sandstein horizontal gegliedert. Im Erdgeschoss des Risalits befinden sich zwei gekoppelte Fenster mit horizontalem Abschluss, darüber ein Balkon auf geschwungenen Konsolen mit einem korbartigen, geschmückten Eisengeländer. Hinter dem Balkon eine rundbogige Loggia auf schwarzen Säulen. Alle Fenster mit dekorativen Sandsteingewänden. Die noch erhaltene Haustür hat eine kunstvolle Verglasung. Die Einfriedung längs der Straße ist als filigran geschmiedeter Eisenzaun auf einer niedrigen Sandsteinmauer ausgeführt. | um 1900                              | 682 DDB                              |
| Wohnhaus                                    | Wohnhaus                                             | Wilhelmstraße 21 LageFlur: 1, Flurstück: 1193/3 | Traufständiger, zweigeschossiger Putzbau auf Granitsockel mit flachem Satteldach im Stil des Historismus. Straßenseitig ein großer, zentraler, zweigeschossiger Risalit mit Satteldach. Vor dem Risalit befindet sich eine Terrasse und darüber ein überdachter Balkon auf gusseisernen Säulen. Am Balkon kunstvoll geschmiedetes Brüstungsgitter. Alle Fenster mit dekorativen Sandsteingewänden, im Erdgeschoss beiderseits des Risalits mit bogenförmiger Verdachung. Das Gebäude ist ein »typisches kleines Vorstadtwohnhaus des ausgehenden 19. Jahrhunderts.« | um 1900                              | 683 DDB                              |
| Wohnhaus                                    | Wohnhaus                                             | Wilhelmstraße 22 LageFlur: 1, Flurstück: 1199/21 | Traufständiger, eingeschossiger Backsteinbau auf Granitsockel mit Krüppelwalmdach, darauf Gauben mit spitzen Hauben, die in einem Kugelaufsatz enden. Straßenseitig rechts ein vorstehender zweigeschossiger Risalit mit Krüppelwalmdach und geschnitztem Freigespärre. Davor ein eingeschossiger, dreiseitiger Vorbau mit Terrasse und schmiedeeisernen Geländer. Die Fenster mit verschiedenen dekorativen Sandsteingewänden und Überdachungen, teils bogenförmig, teils horizontal. Die Einfriedung entlang der Straße ist als schmiedeeiserner Zaun zwischen Sandsteinpfosten errichtet. Das zweiflügelige Eingangstor ebenfalls in Schmiedeeisen mit schmückendem Abschluss. »Das 1897 für Anton van Gries, dem Bruder des Bensheimer Bürgermeisters errichtete Wohngebäude ist baugeschichtlich und baukünstlerisch von Interesse.« | 1897                                 | 684 DDB                              |
| Villa                                       | Villa                                                | Wilhelmstraße 24 LageFlur: 1, Flurstück: 1124/12 | Traufständiger, zweigeschossiger Putzbau auf rotem Sandsteinsockel mit Walmdach auf unregelmäßigen Grundriss an der Einmündung zur Friedrichstraße. Straßenseitig rechts in großer, zweigeschossiger Risalit dessen Satteldach mit einem Schildgiebel und dreieckigem Giebelreiter abschließt. Am Risalit links ein zweigeschossiger Vorbau mit Flachdach. An der rechten Hauskante ein dreigeschossiger Standerkerturm der in einer Spitzhaube ausläuft und dessen oberstes Geschoss Zierfachwerk trägt. Dahinter an der rechten, ebenso wie an der gegenüberliegenden Hausseite, weitere zweigeschossige Satteldachrisaliten mit Zierfachwerk im Obergeschoss und Giebel. Die Fenster mit Sandsteingewänden und sparsamer Ornamentik. »Das städtebaulich wirksame, 1903 wohl in bewusstem Bezug auf das Amtsgericht konzipierte Wohngebäude ist von baugeschichtlicher und baukünstlerischer Bedeutung.« | 1903                                 | 685 DDB                              |
| Ehem. ev. Konfessionsschule                 | Ehem. ev. Konfessionsschule                          | Wilhelmstraße 25 LageFlur: 1, Flurstück: 1116 | Traufständiger, zweigeschossiger, langgestreckter Putzbau mit flachem Krüppelwalmdach. Straßenseitig und auf der gegenüberliegenden Traufseite jeweils zentral ein Risalit mit Krüppelwalmdach. An den Giebeltraufen des Gebäudes und der Risaliten werden die überkragenden Dächer mit geschnitzten Holzkonsolen abgefangen. Die Fassade wird durch ein durchlaufendes Schwellengesims im Obergeschoss horizontal gegliedert. Die Fenster mit roten Sandsteingewänden und im Obergeschoss liegen die Fensterbänke auf kleinen Sandsteinkonsolen. Die originale zweiflüglige Eingangstür mit Oberlicht, im straßenseitigen Risalit zwischen zwei Pilastern wird über eine Freitreppe mit Eisengeländer erreicht. Das Gebäude wurde für den evangelischen Religionsunterricht genutzt und beherbergt heute das kommunale Jugendzentrum. »Das Gebäude ist durch seine Position diagonal gegenüber dem alten Amtsgericht von städtebaulicher Bedeutung, darüber hinaus hat es im Hinblick auf die städtische Schulgeschichte besondere Relevanz.« | 1892                                 | 686 DDB                              |
| weitere Bilder                              | Amtsgericht                                          | Wilhelmstraße 26 LageFlur: 1, Flurstück: 1139/5 | Großer zweigeschossiger, L-förmiger Massivbau aus Granit mit Sattel- bzw. Walmdach an der Einmündung zur Friedrichstraße. In der Wilhelmstraße links, der Eingang unter einem dreifach gegliederten Zwerchhaus mit Satteldach. Über dem rundbogigen Portal befindet sich die Inschrift: „Streit soll verwehen, Recht soll bestehen.“ Im Giebel des Zwerchhauses vier kleine gekoppelte Rundbogenfenster, die durch Säulen getrennt sind und in der Spitze ein Relief mit dem „Hessischen Löwen“. Der linke Gebäudeteil ist vierfach gegliedert und endet mit einem überhöhten Erkerturm, der in einer Spitzhaube mit Kugelabschluss endet. Im Dach befinden sich Schleppgauben. An der rechten Hausseite ein weit hervortretender Satteldachrisalit und in dessen Giebel Zierfachwerk. In der Kante zu diesem ein eingeschossiger Vorbau mit Zeltdach, in dem sich ein rundbogiger Nebeneingang befindet. Zur Friedrichstraße ein vortretender, überhöhter Satteldachrisalit mit hohen Rundbogenfenstern, hinter denen sich der große Gerichtssaal befindet. An der Gebäuderückseite nahe der Gebäudeecke befindet sich ein überhöhter Treppenturm mit Spitzhaube und Kugelabschluss. Die Granitmauern der Fassaden sind mit gelben Sandsteinen durchsetzt und bilden ein unregelmäßiges Muster. Die Fenster im Erdgeschoss meist rundbogig und im Obergeschoss horizontal abschließend. Das Gerichtsgebäude im neoromanischen Stil wurde nach Plänen des dem Darmstädter Architekten Karl Hofmann errichtet und gilt als eines der baukünstlerisch imposantesten Gebäuden der Bergstraße uns ist für Bensheim außerdem von geschichtlichem Wert. | 1900–1902                            | 526 DDB                              |
| Historische Villa                           | Historische Villa                                    | Wilhelmstraße 28 LageFlur: 1, Flurstück: 1120/5 | Traufständiger, zweigeschossiger, heller Putzbau mit hohem, halbseitigem Walmdach, nach Süden Krüppelwalmabschluss. Der gelbe Sandsteinsockel reicht bis an die Oberkante der Erdgeschossfenster. An der linken Hausseite ein Zwerchhaus mit Satteldach und Schweifgiebel, der mit einer Kugel abschließt. Im Giebel zwei kleine durch eine Säule gekoppelte rundbogige Fenster, sowie darüber ein rundes Fenster. Darunter im Obergeschoss ein dreiseitiger Erker mit geschnitzter Blütenornamentik in gedrehten Holzsäulen. Links an der hinteren Hauskante ein mehreckiger Turm, der in einer gestuften Haube mit Wetterfahne endet. Den Rest der linken Hausseite nimmt ein Vorbau und eine darüber liegende hölzerne Loggia mit Vierkantstützen und Pultverdachung ein. An der rechten Hausseite zur Straße ein eingeschossiger Vorbau mit Terrasse, deren Brüstungsgeländer aus Sandstein mit Maßwerkornamentik. Dahinter ein Satteldachrisalit, dessen Giebel wie auch der Krüppelwalmgiebel mit hochwertigem Zierfachwerk. Die Fenster mit mehrfach profilierten, gelben Sandsteingewänden, im Erdgeschoss mit rundbogigem oder geschweiften, im Obergeschoss mit horizontalem Abschluss. Die repräsentative Villa des Historismus neben dem Amtsgericht gilt als baukünstlerisch besonders wertvoll. | 1903                                 | 687 DDB                              |
| Backsteinvilla                              | Backsteinvilla                                       | Wilhelmstraße 30 LageFlur: 1, Flurstück: 1120/6 | Traufständiger, zweigeschossiger Backsteinbau mit Krüppelwalmdach. Straßenseitig ein zweigeschossiger, dreiseitiger Standerker, der in einer spitzen Haube mit Kugelaufsatz endet. Rechts davon ein Zwerchhaus mit Krüppelwalmdach, dessen Giebel mit einfachem Zierfachwerk versehen ist. An der rechten Hausseite ein weit vorstehender Satteldachrisalit, in dem zur Straße der Eingang untergebracht ist. Die Fassaden mit rotem Sandstein horizontal gegliedert. Die Fenster mit roten, profilierten Sandsteingewänden. »Der historistische Villenbau von 1904 ist konstitutiver Bestandteil des als Gesamtanlage ausgewiesenen nördlichen Siedlungsgebietes von Bensheim.« | 1904                                 | 688 DDB                              |
| Wohnhaus                                    | Wohnhaus                                             | Wilhelmstraße 43 LageFlur: 1, Flurstück: 1106/25 | Giebelständiger, eingeschossiger, heller Putzbau auf Granitsockel mit hohem Mansarddach, darin Schleppgauben. Der Giebel in einfachem konstruktivem Fachwerk, die Giebelspitze verschindelt. Straßenseitig rechts ein eingeschossiger, dreiseitiger Standerker mit Pultverdachung. Die Fenster im Erdgeschoss mit Sandsteingewänden. Das Wohnhaus gilt als wichtiger Bestandteil des „Gesamtanlage nördlichen Villengebiet“. | Anfang 20. Jahrhundert               | 689 DDB                              |
| Villa                                       | Villa                                                | Wilhelmstraße 49 LageFlur: 1, Flurstück: 1106/23 | Zweiflügeliger, heller Putzbau auf hohem Sandsteinsockel. Straßenseitig rechts ein giebelständiger zweigeschossiger Bau mit Krüppelwalmdach und Fachwerkgiebel. Vorgelagert ein fünfseitiger eingeschossiger Erker und darauf eine Terrasse mit schmiedeeisernem Geländer. Die Fenster mit hellroten Sandsteingewänden. Links angefügt der zweite Flügel, ein traufständiger, eingeschossiger Bau, dessen Satteldach mit dem Walmdach verbunden ist. Zentral im Satteldach eine Gaube mit Krüppelwalmdach. Darunter ein großes Bogenfenster mit Sandsteingewänden und Schlussstein. Der Eingangsbereich links in einem Vorbau mit Satteldach. Längs der Straße noch der originale Eisenzaun auf niedriger Sandsteinmauer sowie das schmiedeeiserne, zweiflügelige Eingangstor. »Das individuelle, historistische Wohnhaus ist von siedlungsgeschichtlicher Relevanz.« | um 1900                              | 690 DDB                              |
| Villa                                       | Villa                                                | Wilhelmstraße 55 LageFlur: 17, Flurstück: 291/4 | Kubischer, zweigeschossiger Putzbau mit aufgeschobenem Walmdach, darin straßenseitig eine große Satteldachgaube, sowie seitlich neuere Schleppgauben. Straßenseitig rechts in der zweigliedrigen Fassade ein eingeschossiger, halbrunder Standerker mit pilzförmiger Verdachung. Die Fassade wird mit einem umlaufenden, profilierten Gesims aus hellem Sandstein im Obergeschoss und einem Zahnschnittfries unter der Traufe horizontal gegliedert. Der Eingangsbereich mit Pultverdachung an der linken Hausseite. Die Einfriedung entlang der Straße mit Eisengitter auf niedriger Sandsteinmauer. »Als typisch für die Zeit nach dem Ersten Weltkrieg von baugeschichtlicher Bedeutung.« | 1920er Jahre                         | 691 DDB                              |
| Villa                                       | Villa                                                | Wilhelmstraße 58 LageFlur: 18, Flurstück: 194 | Traufständiger, zweigeschossiger, heller Putzbau auf Sandsteinsockel mit Walmdach, darin seitlich kleine Satteldachgauben. Straßenseitig im Dach ein Zwerchhaus mit Bogenfenster, darunter vor dem Eingangsbereich ein eingeschossiger Vorbau mit drei Bögen, worauf sich eine schmale Terrasse befindet. An der rechten Hausseite ein weiter eingeschossiger Vorbau mit zwei hohen, gekoppelten Fensterpaaren und Satteldach. Die Fassade horizontal gegliedert durch ein umlaufendes Bogengesims unter der Traufe sowie Gesimse an den Vorbauten. »Es (das Gebäude) ist in seiner strengen, am Klassizismus angelehnten Formensprache für Bensheim von architekturgeschichtlicher Bedeutung.« | 1910/11                              | 692 DDB                              |
| Villa                                       | Villa                                                | Wilhelmstraße 60 LageFlur: 18, Flurstück: 193 | Zweigeschossiger Putzbau auf gelbem Sandsteinsockel mit hohem, aufgeschobenem Walmdach, darin Satteldachgauben mit großen Rundbogenfenstern, an der Einmündung zur Franz-Liszt-Straße. Zur Wilhelmstraße rechts an der Hauskante ein zweigeschossiger vieleckiger Standerker, der unter dem weit überkragenden Walmdach endet. Als Fassadenschmuck das Traufgesims mit Zahnschnittfries. Der Eingangsbereich an der linken Hausseite in einem eingeschossigen Vorbau mit Pultverdachung. Das nach den Plänen von Heinrich Metzendorf erbaute Landhaus gilt wegen des bekannten Architekten als bedeutend. | 1913                                 | 693 DDB                              |
| Ehem. Großherzogliches Ernst-Ludwig-Seminar | Ehem. Großherzogliches Ernst-Ludwig-Seminar          | Wilhelmstraße 62 LageFlur: 18, Flurstück: 171/3 | Mehrflügeliger Schulbau, der an einen barocken Schlossbau erinnert. Das Hauptgebäude ist ein zurückgesetzter und parallel zu Wilhelmstraße positionierter zweigeschossiger und 120 m langer Bau mit hohem Mansarddach. Dieser wird beidseitig von dreigeschossigen Kuppelbauten begrenzt. Daran schließen sich beidseitig, in Richtung Wilhelmstraße, wieder zweigeschossige Flügelbauten, ebenfalls mit Mansarddach, an. Diese Flügel haben hinter den Kuppelbauten jeweils eine kurze Verlängerung. Am linken Seitenflügel schließt das Direktorwohnhaus den Gebäudekomplex ab, während sich rechts die Turnhalle anschließt. Der Eingangsbereich zum Hauptgebäude liegt beidseitig eines zentralen, zweigeschossigen Standerkers aus rotem Sandstein, der mit einem Kuppeldach abschließt. Der Zugang zu den beiden rundbogigen Eingangstüren führt über eine dem Erker vorgelagerte Terrasse, die über zwei Treppen mit Brüstungsgeländern aus rotem Sandstein erschlossen wird. In gleichmäßiger Gliederung befinden sich links und rechts des Eingangs zwei große Zwerchhäuser im Dach. Ebenso eine Reihe Satteldachgauben im Mansarddach und darüber eine weitere Reihe kleiner Gauben mit geschwungenem Dach und einem ovalem Fester. Zwischen Hauptgebäude und Straße der Schulhof, der straßenseitig durch eine Mauer abgegrenzt wird. Ursprünglich lag der Gebäudekomplex in einer großzügigen Gartenanlage, die über eine Freitreppe gegenüber dem Eingangsbereich zu betreten war. Das Gartengelände wird heute größtenteils durch Erweiterungsbauten des Alten Kurfürstlichen Gymnasiums beansprucht, welches seit 1966 die gesamte Anlage nutzt. Der Komplex wurde ursprünglich für die „Lehrerbildungsanstalt des Großherzogtums Hessen“ errichtet und 1911 seiner Bestimmung übergeben. Der planende Architekt war Regierungsbauführer Karl Köster, der von 1908 bis 1911 Regierungsbaumeister in Bensheim war. Die Anlage gilt architekturhistorisch und künstlerisch als besonders bedeutend. »Auch ist die Person des Architekten Karl Köster, der später in Hamburg, Harburg und Berlin tätig war, von wissenschaftlichem Interesse. Für die Schulstadt Bensheim hat diese Ausbildungsstätte darüber hinaus eine besondere geschichtliche Bedeutung.« | 1908/11                              | 527 DDB                              |
| Haus Brücher                                | Haus Brücher                                         | Wilhelmstraße 73 LageFlur: 18, Flurstück: 88 | Markantes Wohnhaus an der Ecke zur Richard-Wagner-Straße. Zweigeschossiger Putzbau mit Walmdach, darin an der Schmalseite eine Schleppgaube. An der Kante zur Straßeneinmündung um die Hauskante geführter, vergitterter Fenstererker. Zur Wilhelmstraße und gegenüberliegend eingeschossige Vorbauten mit Balkon. Zur Richard-Wagner-Straße der architektonisch gestaltete Eingangsbereich unter einer Dreiergruppe quadratischer Fenster. Die Einfriedung zur Straße bildet eine Bruchsteinmauer. »Als Spätwerk Georg Fehleisens (ein Schüler Heinrich Metzendorfs) und als Beispiel für das regionaltypische Bauen der Zwischenkriegszeit ist die Villa von architekturhistorischer Bedeutung.« | 1934/35                              | 29856 DDB                            |

### Gesamtanlage Landhaussiedlung Schönberger Tal
| Bild                                              | Bezeichnung                                       | Lage | Beschreibung | Bauzeit                | Objekt-Nr. |
| ------------------------------------------------- | ------------------------------------------------- | --- | --- | ---------------------- | ---------- |
| Bleichstraße                                      | Gesamtanlage Landhaussiedlung Schönberger Tal     | Augartenstraße 55; Bleichstraße; Eleonorenplatz; Elisabethenstraße; Hunsrückstraße 19, 22; Nibelungenstraße 32–46, 33, 35; Parkstraße Lage | Eine Bebauung des Lautertales zwischen Bensheim und Schönberg erfolgte seit dem Beginn des 19. Jahrhunderts. Gegen Ende des Jahrhunderts entstand hauptsächlich am Nordhang, im Anschluss an das Gelände der ehemaligen Guntrum-Brauerei, eine Reihe von historistischen, großbürgerlichen Villen. Zu Füßen dieser repräsentativen Wohnbauten wurde schließlich ab 1908 eine der ersten planmäßigen Landhaussiedlungen an der Bergstraße errichtet. Sie ist eine der ersten nach praktischen und künstlerischen Gesichtspunkten einheitlich gestalteten Landhaussiedlungen Deutschlands und sie ist deshalb mit ihrer teilweise älteren Randbebauung von besonderer architektur- und siedlungsgeschichtlicher sowie baukünstlerischer Bedeutung. | 1908 bis 1912          | 28864 DDB  |
| Wohnhaus                                          | Wohnhaus                                          | Bleichstraße 3 LageFlur: 1, Flurstück: 995/6                                                                                               | Giebelständiges, eingeschossiges Wohnhaus im Landhausstil über Hohem Sockel mit steilem Mansarddach, vollständig in rotem Sandstein ausgeführt. Das Gebäude wurde als Haus Nr. 24 der „Landhaussiedlung im Schönberger Tal“ für den Fabrikanten Heinrich Klein nach den Plänen von Heinrich Metzendorf errichtet. Das Haus ist als sehr gut erhaltener Metzendorfbau wichtiger Bestandteil der Landhaussiedlung. | 1909                   | 545 DDB    |
| Wohnhaus                                          | Wohnhaus                                          | Bleichstraße 4 LageFlur: 1, Flurstück: 999/1                                                                                               | Kubischer, eingeschossiger Putzbau auf Sandsteinsockel, im steilen Mansardwalmdach mit Biberschwanzeindeckung Pultgauben sowie kleine Rundbogengauben. An der östlichen Hauskante, rundlicher Erker mit bis zu den Fenstern hochgezogener Sockel. Das Gebäude wurde als Haus Nr. 25 der „Landhaussiedlung im Schönberger Tal“ nach den Plänen von Heinrich Metzendorf errichtet. Die gegenüber liegende Villa mit der Hausnummer 5 ist baugleich. Zusammen mit Haus Nr. 5 bilden die beiden Gebäude den östlichen Beginn der Landhaussiedlung. | 1911/12                | 546 DDB    |
| Wohnhaus, nach den Plänen von Heinrich Metzendorf | Wohnhaus, nach den Plänen von Heinrich Metzendorf | Bleichstraße 5 LageFlur: 1, Flurstück: 995/7                                                                                               | Baugleich mit Wohnhaus Bleichstraße 4. | 1911/12                | 547 DDB    |
| Elisabethenstraße 3                               | Wohnhaus                                          | Elisabethenstraße 3 LageFlur: 1, Flurstück: 1021/29                                                                                        | Zweigeschossiger, kubischer Bau auf Granit-Sandsteinsockel mit Walmdach, darauf Fledermausgauben. Das Gebäude war ursprünglich unverputzt, mit bretterverkleidetem Obergeschoss. An der Nordostkante eingeschossiger runder Vorbau auf erhöhtem Sockel. Das als Villa Nr. 1 der „Landhaussiedlung im Schönberger Tal“ nach den Plänen von Heinrich Metzendorf für Fabrikant Heinrich Klein errichtetes Wohnhaus ist Heute in den Details deutlich verändert. Als markanter, straßenbildbeherrschender Bau an der Brücke über die Lauter ist es aber von städtebaulicher Bedeutung. | 1910                   | 578 DDB    |
| Elisabethenstraße 8                               | Landhaus                                          | Elisabethenstraße 8 LageFlur: 1, Flurstück: 999/12                                                                                         | Zweigeschossiger Putzbau mit aufgeschobenem Walmdach mit Biberschwanzeindeckung, darauf Fledermausgauben. Die nach Süden weisende Hauskante vierseitig gebrochen mit Fensterbankgesims im Obergeschoss. Fensterbankgesims. Die Fenster mit teilweise mit Klappläden. Das an der Ecke zur Bleichstraße platziertes Wohnhaus ist eines am wenigsten veränderten Villenbauten des 1910 von Heinrich Metzendorf projektierten „Landhausviertels im Schönberger Tal“. | ca. 1910               | 580 DDB    |
| Villa                                             | Villa                                             | Hunsrückstraße 19, Hunsrückstraße LageFlur: 1, Flurstück: 1538/1, 1538/2                                                                   | | um 1910                | 619 DDB    |
| Villa                                             | Villa                                             | Hunsrückstraße 22 LageFlur: 1, Flurstück: 993/5                                                                                            | | um 1900                | 620 DDB    |
| Brücke                                            | Brücke                                            | Lauter LageFlur: 1, Flurstück: 1494 | Mit der Errichtung der Landhaussiedlung im Schönberger Tal entstandene Sandsteinbrücke über die Lauter mit flachem Korbbogen und niedrige Wangen. Sie ist als Teil der Gesamtanlage Siedlung Schönberger Tal aus denkmalschützerischer Sicht unverzichtbar. | 1910                   | 579 DDB    |
| Nibelungenstraße 32 und 32a                       | Villa                                             | Nibelungenstraße 32 LageFlur: 1, Flurstück: 1027/10                                                                                        | | 1896/97                | 515 DDB    |
| Nibelungenstraße 34                               | Villa                                             | Nibelungenstraße 34 LageFlur: 1, Flurstück: 1027/4, 1027/5                                                                                 | |                        | 640 DDB    |
| Wegekreuz                                         | Wegekreuz                                         | Nibelungenstraße 35 LageFlur: 1, Flurstück: 1021/25                                                                                        | Nicht mehr existent. | 1800er Jahre           | 728 DDB    |
| Villa Emmi                                        | Villa Emmi                                        | Nibelungenstraße 38 LageFlur: 1, Flurstück: 1025/1                                                                                         | | 1878                   | 641 DDB    |
| Nibelungenstraße 42                               | Backsteinvilla                                    | Nibelungenstraße 42 LageFlur: 15, Flurstück: 62/6                                                                                          | | 1890                   | 642 DDB    |
| Nibelungenstraße 46                               | Villa                                             | Nibelungenstraße 46 LageFlur: 15, Flurstück: 62/3                                                                                          | | 1890er Jahre           | 643 DDB    |
| Parkstraße 2                                      | Villa                                             | Parkstraße 2 LageFlur: 1, Flurstück: 1022/13                                                                                               | | 1910                   | 653 DDB    |
| Villa Karoline                                    | Villa Karoline                                    | Parkstraße 3 LageFlur: 1, Flurstück: 1021/33                                                                                               | | 1909/10                | 654 DDB    |
| Parkstraße 6                                      | Wohnhaus                                          | Parkstraße 6 LageFlur: 1, Flurstück: 1022/14                                                                                               | | 1911                   | 655 DDB    |
| Parkstraße 8                                      | Wohnhaus                                          | Parkstraße 8 LageFlur: 1, Flurstück: 1022/15                                                                                               | | Beginn 20. Jahrhundert | 656 DDB    |
| Parkstraße 10                                     | Landhaus                                          | Parkstraße 10 LageFlur: 1, Flurstück: 1023/3                                                                                               | | 1911                   | 519 DDB    |

### Gesamtanlage Heidelberger Straße
| Bild                                | Bezeichnung                         | Lage | Beschreibung | Bauzeit                       | Objekt-Nr. |
| ----------------------------------- | ----------------------------------- | --- | --- | ----------------------------- | ---------- |
| Bild gesucht BW                     | Gesamtanlage Heidelberger Straße    | Friedhofstraße (Alter Friedhof); Heidelberger Straße 13–41, 18-50; Meerbachstraße 3, 4–8; Mönchbachweg. Lage | Die Gesamtanlage Heidelberger Straße erfasst den Siedlungsbereich entlang der südlichen Ausfallstraße von Bensheim, die in der Hauptsache in den Jahren zwischen 1890 und 1912/13 bebaut wurde. | 1890 bis 1913                 | 696 DDB    |
| Kirche St. Crescens                 | Friedhof mit Kirche St. Crescens    | Friedhofstraße 39/41 LageFlur: 9, Flurstück: 332/1, 333/2                                                    | |                               | 426 DDB    |
| Villa                               | Villa                               | Heidelberger Straße 9 LageFlur: 6, Flurstück: 381/1                                                          | | 1886                          | 610 DDB    |
| Wohnhaus                            | Wohnhaus                            | Heidelberger Straße 18/20 LageFlur: 9, Flurstück: 306, 307                                                   | | zweite Hälfte 18. Jahrhundert | 611 DDB    |
| Wegekreuz                           | Wegekreuz                           | Heidelberger Straße 21 LageFlur: 6, Flurstück: 392                                                           | | 1758                          | 612 DDB    |
| Ehem. Gewerbeschule, Hemsbergschule | Ehem. Gewerbeschule, Hemsbergschule | Heidelberger Straße 35 LageFlur: 6, Flurstück: 417/2                                                         | | 1906/07                       | 496 DDB    |
| Heidelberger Straße 37              | Villa                               | Heidelberger Straße 37 LageFlur: 6, Flurstück: 418/9                                                         | | 1905                          | 613 DDB    |
| Heidelberger Straße 38              | Kleinvilla                          | Heidelberger Straße 38 LageFlur: 9, Flurstück: 289/4                                                         | | 1911                          | 713 DDB    |
| Heidelberger Straße 39              | Villa                               | Heidelberger Straße 39 LageFlur: 6, Flurstück: 436                                                           | | 1907/08                       | 614 DDB    |
| Heidelberger Straße 40              | Wohnhaus                            | Heidelberger Straße 40 LageFlur: 9, Flurstück: 289/5                                                         | | 1911                          | 714 DDB    |
| Ehem. Beamtenwohnhaus Euler         | Ehem. Beamtenwohnhaus Euler         | Heidelberger Straße 44 LageFlur: 9, Flurstück: 286                                                           | | 1896                          | 497 DDB    |
| weitere Bilder                      | Villa Eulennest                     | Heidelberger Straße 46 LageFlur: 9, Flurstück: 279/2                                                         | | 1898/99                       | 498 DDB    |
| Autohalle der Villa Eulenhorst      | Autohalle der Villa Eulenhorst      | Heidelberger Straße 48/48A LageFlur: 9, Flurstück: 180/9, 278                                                | Autohalle der Villa Eulenhorst, 1922 von Heinrich Metzendorf konzipiert. | 1922                          | 615 DDB    |
| weitere Bilder                      | Villa Eulenhorst                    | Heidelberger Straße 50 LageFlur: 9, Flurstück: 180/9                                                         | Erbaut von Heinrich Metzendorf, beherbergt ein Altenwohnheim (Caritasheim St. Elisabeth) | 1912/13                       | 499 DDB    |
| Bild gesucht BW                     | Wegekreuz                           | Heidelberger Straße 78 (bis 2008) LageFlur: 9, Flurstück: 197/1                                              | Das Wegekreuz wurde 2008 von der Pfarrei Sankt Georg Bensheim eingezogen, da die Standsicherheit nicht mehr gegeben war und eine Instandsetzung ausgeschlossen wurde. Der originale Korpus war schon seit Längerem durch eine kleinere Nachahmung ersetzt worden und wird vermutlich beim Maler und Verputzer Ritz gelagert. |                               | 616 DDB    |
| Wohnhaus                            | Wohnhaus                            | Wilhelm-Euler-Straße 7 LageFlur: 9, Flurstück: 188/1                                                         | | 1926                          | 717 DDB    |

### Gesamtanlage Rodensteinstraße
| Bild                              | Bezeichnung                       | Lage                                                                                         | Beschreibung | Bauzeit      | Objekt-Nr. |
| --------------------------------- | --------------------------------- | -------------------------------------------------------------------------------------------- | --- | ------------ | ---------- |
| Bild gesucht BW                   | Gesamtanlage Rodensteinstraße     | Hospitalstraße 22; Hermannstraße 23; Neckarstraße 65, 66; Rodensteinstraße 66–96, 73–93 Lage | Die südwestlich der Altstadt gelegene Gesamtanlage ist geprägt von einer weitgehend einheitlichen Bebauung durch Häuser des letzten Viertels des 19. Jahrhunderts. Die Rodensteinstraße entstand bereits 1817 als Umgehungsstraße um die noch befestigte Stadt und wurde in der Folge des Bahnhofsbaues zur bürgerlichen Wohnstraße. Die dort entstandenen zweigeschossigen Wohnhäuser zeigen den typischen Stil des Spätklassizismus. |              | 695 DDB    |
| Villa                             | Villa                             | Hermannstraße 23 LageFlur: 6, Flurstück: 366                                                 | | 1900         | 617 DDB    |
| Wohnhaus                          | Wohnhaus                          | Hospitalstraße 22 LageFlur: 1, Flurstück: 572/1                                              | | 1890er Jahre | 618 DDB    |
| Ehem. Allgemeine Ortskrankenkasse | Ehem. Allgemeine Ortskrankenkasse | Neckarstraße 55 LageFlur: 1, Flurstück: 578/3                                                | | 1890         | 636 DDB    |
| Villa                             | Villa                             | Rodensteinstraße 70 LageFlur: 1, Flurstück: 576/4                                            | | 1877         | 660 DDB    |
| Wohnhaus                          | Wohnhaus                          | Rodensteinstraße 73 LageFlur: 6, Flurstück: 358/4                                            | | 1885         | 661 DDB    |
| Wohnhaus                          | Wohnhaus                          | Rodensteinstraße 76 LageFlur: 1, Flurstück: 578/2                                            | | 1898         | 662 DDB    |
| weitere Bilder                    | Rodensteinschule                  | Rodensteinstraße 91 LageFlur: 6, Flurstück: 371/1                                            | | 1906–1908    | 522 DDB    |
| Wohnhaus                          | Wohnhaus                          | Rodensteinstraße 92 LageFlur: 1, Flurstück: 527/21                                           | | 1874/75      | 663 DDB    |

### Schwanheimer Straße
| Bild                   | Bezeichnung                      | Lage                                                  | Beschreibung | Bauzeit | Objekt-Nr. |
| ---------------------- | -------------------------------- | ----------------------------------------------------- | --- | ------- | ---------- |
| Bild gesucht BW        | Gesamtanlage Schwanheimer Straße | Schwanheimer Straße 31–57, 54–74 Lage                 | Die Schwanheimer Straße wurde um die Jahrhundertwende weitgehend einheitlich mit ein- bis zweigeschossigen Wohnhäusern bebaut. Diese homogene Grundstruktur hat sich bis heute erhalten. |         | 701 DDB    |
| Wohnhaus               | Wohnhaus                         | Schwanheimer Straße 64 LageFlur: 19, Flurstück: 95    | | 1905    | 670 DDB    |
| Schwanheimer Straße 79 | Wohnhaus                         | Schwanheimer Straße 79 LageFlur: 19, Flurstück: 65/1  | | 1912    | 671 DDB    |
| weitere Bilder         | Wohnhaus                         | Schwanheimer Straße 81 LageFlur: 19, Flurstück: 392/7 | |         | 672 DDB    |

### Gesamtanlage östliche/westliche Gartenstraße
| Bild             | Bezeichnung                         | Lage                                                                   | Beschreibung | Bauzeit | Objekt-Nr. |
| ---------------- | ----------------------------------- | ---------------------------------------------------------------------- | ------------ | ------- | ---------- |
| Bild gesucht BW  | Gesamtanlage östliche Gartenstraße  | Gartenstraße 7/9–19 Lage                                               |              |         | 698 DDB    |
| Wohnhaus         | Wohnhaus                            | Gartenstraße 20 LageFlur: 2, Flurstück: 135/26                         |              | 1904    | 596 DDB    |
| Mehrfamilienhaus | Mehrfamilienhaus                    | Gartenstraße 26, Schützenstraße 2 LageFlur: 2, Flurstück: 135/7, 135/8 |              |         | 597 DDB    |
| Bild gesucht BW  | Gesamtanlage westliche Gartenstraße | Gartenstraße 20–26, Schützenstraße 2 Lage                              |              |         | 699 DDB    |

### Objekte außerhalb von Gesamtanlagen
| Bild                                  | Bezeichnung                               | Lage | Beschreibung | Bauzeit         | Objekt-Nr. |
| ------------------------------------- | ----------------------------------------- | --- | --- | --------------- | ---------- |
| weitere Bilder                        | Bahnhof Bensheim                          | Amershamplatz 1 LageFlur: 1, Flurstück: 362/35 | Repräsentatives Bahnhofsgebäude an der ehemaligen Rhein-Neckar Bahn, vermutlich nach Plänen von Georg Moller, zweigeschossig aus gelbem Sandstein mit flachem Walmdach errichtet. An den beiden Enden der Hauptfassade zweigeschossige, fünfseitige Vorbauten. Der alte, gärtnerisch gestaltete Bahnhofsvorplatz mit dem Kaiser-Wilhelm-Denkmal und dem Kriegerdenkmal von Karl Hofmann aus Darmstadt ist ebenso verschwunden wie der 1911 erbaute Wasserturm. Der Bensheimer Bahnhof gehört zu den Typenentwürfen der Main-Neckar-Bahn, wie sie entlang der Bergstraße in fast allen Orten an der Strecke realisiert wurden. Als der größte unter diesen Bahnhöfen ist er von besonderer städtebaulicher Bedeutung.             | 1845/46         | 28882 DDB  |
| Wohnhaus                              | Wohnhaus                                  | Baustraße 4 LageFlur: 19, Flurstück: 282 | Zweigeschossig kubisches Wohnhaus auf hohem Granit-Sandsteinsockel. Erstellt in Backsteinmauerwerk mit Walmdach und darauf eine mansardartige Erhöhung. Das Gebäude wurde von der „Gemeinnützige Baugenossenschaft GmbH Bensheim“ nach Plänen von Heinrich Metzendorf errichtet. Als früher Siedlungsbau Metzendorfs von baugeschichtlicher Relevanz. | 1911            | 706 DDB    |
| Wohnhaus                              | Wohnhaus                                  | Baustraße 9 LageFlur: 19, Flurstück: 277/1 | Nördlicher Abschnitt eines zweigeschossigen dreigliedrigen Mehrfamilienhauses. Dieser Teil weitgehend in originalem Zustand mit gelbem Sandsteinmauerwerk, das Obergeschoss holzverschindelt. Im aufgeschobenen Walmdach kleine Schleppgauben und die originale Haustür mit Schindelüberdachung auf Holzkonsolen. Das Gebäude wurde von der „Gemeinnützige Baugenossenschaft GmbH Bensheim“ nach Plänen von Heinrich Metzendorf errichtet. Als Beispiel für den Wohnhausbau nach dem Ersten Weltkrieg von baugeschichtlicher Bedeutung. | 1920            | 707 DDB    |
| Bild gesucht BW                       | Kelleranlagen                             | Dalbergergasse 9, Rodensteinstraße 4/6/8A, Rodensteinstraße LageFlur: 1, Flurstück: 144/6, 144/7, 144/11, 144/12, 145/9, 164/1                                                                         | |                 | 29108 DDB  |
| Wohnhaus                              | Wohnhaus                                  | Dalbergergasse 13 LageFlur: 1, Flurstück: 163/1 | An den Dalberger Hof anschließendes zweigeschossiges Fachwerkwohnhaus. Das massive, verändertem Erdgeschoss mit rundbogigem Kellereingang, das Obergeschoss sowie der Giebel des Mansardkrüppelwalmdaches in konstruktivem Fachwerk. Die Geschossschwellen mehrfach profiliert, im Mansardgeschoss Satteldachgauben. Das unmittelbar an die Stadtmauer grenzende Gebäude wurde durch den kurfürstlichen Mainzer Zentgraf zu Fürth, Mattias Seitz errichtet. Im Gegenzug verpflichtete es sich, das genutzte Mauerstück auf eigene Kosten zu unterhalten und im Verteidigungsfall der Stadt Zugang in sein Haus zu gewähren. | 1756            | 549 DDB    |
| Stellwerk, Bahnmeisterei              | Stellwerk, Bahnmeisterei                  | Dammstraße 2 LageFlur: 1, Flurstück: 366/4 | Südlich des Bahnhofs gelegenes Stellwerk mit anschließender Bahnmeisterei bestehend aus einem kubischen Granitbau mit hohem viergeschossigen Turmbau und einem nach Norden angefügten niedrigeren Flügelbau. An der Nordwand des Stellwerks eine Granittafel mit Namen von Gefallenen Eisenbahnern des Ersten Weltkrieges. | 1930er Jahre    | 551 DDB    |
| Güterschuppen                         | Güterschuppen                             | Fabrikstraße 10 (Am Güterbahnhof) LageFlur: 3, Flurstück: 204/42 | Langgestreckte Güterhalle als eingeschossiger Putzbau auf rotem Sandsteinsockel mit überkragendem flachem Satteldach. Straßenseitig sechs korbbogige Toröffnungen mit versetzten Quadereinfassungen und zweiflügeligen Holztoren, davor die Anlieferungsrampe. In der Dachmitte verglastes Aufdach zur Innenbelichtung. Links angepasster, jüngerer Anbau. Heutige Nutzung als „Musiktheater Rex“. Das für die Main-Neckar-Eisenbahn-Gesellschaft bereits 1888 geplante Bauwerk ist von wirtschafts- und technikgeschichtlichem Interesse. | 1912            | 530 DDB    |
| Bild gesucht BW                       | Gesamtanlage Frankensteinstraße/Hohenweg  | Frankensteinstraße 3–9; Hohenweg 6–14 Lage | Weitgehend einheitliche Gruppe von vier Siedlungsbauten aus der Zeit unmittelbar vor dem Ersten Weltkrieg. Einige Gebäude wurden vom Architekturbüro Heinrich Metzendorfs entworfen. Dabei war der Auftraggeber wahrscheinlich die „Gemeinnützige Baugenossenschaft GmbH Bensheim“. |                 | 700 DDB    |
| Papierfabrik Euler                    | Sachteil Fassade ehem. Papierfabrik Euler | Friedhofstraße LageFlur: 9, Flurstück: 359/12, 359/13, 359/14 | | um 1904         | 466 DDB    |
| Weinbergshäuschen                     | Weinbergshäuschen                         | Friedhofstraße LageFlur: 9, Flurstück: 393/7, 393/11, 393/13 | | 18. Jahrhundert | 470 DDB    |
| weitere Bilder                        | Transformatorengebäude                    | Friedhofstraße 80 LageFlur: 9, Flurstück: 441/2 | | 1920            | 471 DDB    |
| weitere Bilder                        | Arbeiterwohnhaus                          | Friedhofstraße 82 LageFlur: 9, Flurstück: 696/32 | | 1902            | 467 DDB    |
| Werkmeisterwohnungen der Fa. W. Euler | Werkmeisterwohnungen der Fa. W. Euler     | Friedhofstraße 86/88/90 LageFlur: 9, Flurstück: 696/31 | Vom Büro Heinrich und Georg Metzendorf konzipierte Wohnungen für die Werkmeister der Papierfabrik Euler. | 1904/05         | 468 DDB    |
| weitere Bilder                        | Hahnmühle                                 | Friedhofstraße 99/101 LageFlur: 9, Flurstück: 383/13, 383/14 | | 1727            | 469 DDB    |
| Friedhofstraße 102                    | Arbeitermehrfamilienhaus                  | Friedhofstraße 102 LageFlur: 9, Flurstück: 393/10 | | 1906            | 592 DDB    |
| Friedhofstraße 110                    | Hofanlage                                 | Friedhofstraße 110 LageFlur: 9, Flurstück: 395/3 | | 1905            | 593 DDB    |
| Wegekreuz                             | Wegekreuz                                 | Gartenstraße (bei Rodensteinstraße) LageFlur: 1, Flurstück: 1309/14 | | 1776            | 719 DDB    |
| Villa                                 | Villa                                     | Gärtnerweg 21 LageFlur: 6, Flurstück: 291 | | 1920er Jahre    | 595 DDB    |
| weitere Bilder                        | Dalberger Hof                             | Georg-Stolle-Platz 1/3, Georg-Stolle-Platz, Am Bürgerhaus 14 LageFlur: 1, Flurstück: 159/6 | Das in der Nordwestecke der ehemaligen Stadtmauer wahrscheinlich zusammen mit dem Stadtmauerturm errichtete Gebäude ist einer der zahlreichen Adelshöfe Bensheims. Trotz gravierender baulicher Veränderungen ist der Dalberger Hof mit Stadtturm auch heute noch von großem historischem und städtebaulichem Wert. | 1586/87         | 430 DDB    |
| weitere Bilder                        | Kath. Pfarrkirche St. Laurentius          | Hagenstraße 24 LageFlur: 19, Flurstück: 727 | | 1962            | 718 DDB    |
| Bildstock                             | Bildstock                                 | Im Palus (am Wolfsmagenweg) LageFlur: 8, Flurstück: 138 | | 1847            | 716 DDB    |
| Gedenkstein                           | Gedenkstein                               | Im Vetzersberg LageFlur: 14, Flurstück: 118 | »Granitfindling am Nordhang des Kirchberges, oberhalb des Brunnenweges. Der Stein wurde 1954 errichtet zum Gedenken an die zwölf Gefangenen, die noch kurz vor Ende des Nazi-Regimes an dieser Stelle von der Gestapo durch Genickschuss ermordet und verscharrt wurden. Auf seiner Nordseite trägt der Stein die Inschrift: „Den politischen Opfern der Jahre 1933–1945“, auf der Gegenseite: „Am 24. März 1945 wurden hier zwölf Gefangene, Männer und Frauen, von der Gestapo erschossen.“« |                 | 726 DDB    |
| Grenzstein                            | Grenzstein                                | Im Wambolder Sand LageFlur: 14, Flurstück: 47 | | um 1800         | 788436 DDB |
| Bildstock                             | Bildstock                                 | Im Wolfsmagen (am Hemsbergweg) LageFlur: 8, Flurstück: 254 | | um 1952         | 715 DDB    |
| Bildstock                             | Bildstock                                 | In der Kalkgasse (oberhalb vom Brunnenweg) LageFlur: 14, Flurstück: 200 | Oberhalb des Weges stehender Sandsteinbildstock gestiftet von der Fürstin Marie Karoline zu Erbach-Schönberg in Erinnerung an den „Bergsträßer Waldpfarrer“ und Dichter Karl Ernst Knodt. | 1920            | 548 DDB    |
| Weinbergshäuschen                     | Weinbergshäuschen                         | In der Kalkgasse Winterseite LageFlur: 15, Flurstück: 144/1 | | um 1910         | 722 DDB    |
| Wohnhaus                              | Wohnhaus                                  | Nibelungenstraße 6 LageFlur: 1, Flurstück: 1050/3 | | 1880er Jahre    | 637 DDB    |
| Haus „Friedheim“                      | Haus „Friedheim“                          | Nibelungenstraße 58 LageFlur: 15, Flurstück: 57/1 | | 1898/99         | 516 DDB    |
| Nibelungenstraße 60                   | Villa                                     | Nibelungenstraße 60 LageFlur: 15, Flurstück: 55 | | 1899/1900       | 644 DDB    |
| Villa                                 | Villa                                     | Nibelungenstraße 62 LageFlur: 15, Flurstück: 54/4 | | 1898/99         | 645 DDB    |
| Nibelungenstraße 64                   | Wohnhaus                                  | Nibelungenstraße 64 LageFlur: 15, Flurstück: 52, 53/1 | | um 1900         | 646 DDB    |
| Landhaus Hechler                      | Landhaus Hechler                          | Nibelungenstraße 68 LageFlur: 15, Flurstück: 49/1 | | 1906/07         | 647 DDB    |
| weitere Bilder                        | Ehem. Baßmannpark                         | Nibelungenstraße 89, Am Gronauer Rech, Auf der Eck, Lauter, Baßmannweg LageFlur: 11, Flurstück: 59, 62, 63, 79/1, 86/10, 89/4, 90/1, 90/2, 98/1, 98/3, 98/5, 98/6, 99, 100/4, 109/3, 108/7, 113, 120/4 | Weitgehend überwucherte Parkanlage, die sich vom Amalienhof (Nibelungenstr. 89) in südliche Richtung bis zum Höhenrücken des so genannten Baßmanns (Röderweg) erstreckt. Vom Amalienhof führt eine im Jahr 1900 nach Plänen von Heinrich Metzendorf erbaute Steinbrücke in den Park. Auf der Anhöhe am Südrand des Parks wurde im Jahr 1910 der ebenfalls von Heinrich Metzendorf entworfene Aussichtsturm Luginsland errichtet. Ein weiteres bauliches Relikt der Parkanlage ist eine kleine Steinkapelle, die am oberen Ende des Wiesengrundes steht. Der Park mit seinen architektonischen Bestandteilen ist ein typischer Landschaftspark des 19. Jahrhunderts und von besonderer kultur- und ortsgeschichtlicher Bedeutung. | 19. Jahrhundert | 627 DDB    |
| Amalienhof (Katharinenstift)          | Amalienhof (Katharinenstift)              | Nibelungenstraße 89, Lauter, Am Gronauer Rech, Baßmannweg, Außerhalb(Bensheim) 89, Auf der Eck LageFlur: 11, Flurstück: 98/3, 98/5, 99, 100/3, 101                                                     | | 1883            | 648 DDB    |
| Bürstenfabrik Fuchs                   | Bürstenfabrik Fuchs                       | Nibelungenstraße 100 LageFlur: 13, Flurstück: 15/9 | | 1950er Jahre    | 423 DDB    |
| Schloss Falkenhof                     | Schloss Falkenhof                         | Nibelungenstraße 109 LageFlur: 11, Flurstück: 108/6 | | 1894–98         | 28806 DDB  |
| Hofgut Falkenhof                      | Hofgut Falkenhof                          | Nibelungenstraße 111, Lauter LageFlur: 12, Flurstück: 18, 19, 30/3 | | 1836            | 650 DDB    |
| Nibelungenstraße 122                  | Villa                                     | Nibelungenstraße 122 LageFlur: 2, 13, Flurstück: 8/11, 3, 4/15 | | 1889            | 651 DDB    |
| weitere Bilder                        | Ehem. Kasino                              | Rodensteinstraße 38 LageFlur: 1, Flurstück: 337/3 | | 1859/60         | 659 DDB    |
| Mehrfamilienwohnhaus                  | Mehrfamilienwohnhaus                      | Rodensteinstraße 111/113 LageFlur: 6, Flurstück: 379, 380 | | 1906/07         | 664 DDB    |
| Hinkelstein (Menhir)                  | Hinkelstein (Menhir)                      | Röderweg (bei Einmündung „Auf der Schwell“) LageFlur: 9, Flurstück: 791 | Der ca. 1,8 m hohe eiförmige Menhir aus Quarzit weist geringe Spuren einer möglichen künstlichen Bearbeitung auf. Es wird eine eventuelle kultische Bedeutung vermutet. |                 | 703 DDB    |
| Ehem. Faselhof                        | Ehem. Faselhof                            | Röderweg 14 LageFlur: 9, Flurstück: 498/24 | | 1905/06         | 665 DDB    |
| Hirtenhäuschen (Schutzhütte)          | Hirtenhäuschen (Schutzhütte)              | Stadtwiesen LageFlur: 28, Flurstück: 6/4 | Massiver Sandsteinbau über kreisrundem Grundriss, als Dach eine Steinkuppe. Auf den so genannten „Stadtwiesen“, zwischen Bensheim und Schwanheim gelegenes Schutzhäuschen für Hirten, neben dem Lorscher Exemplar das einzig erhaltene im Kreis Bergstraße. | 18. Jahrhundert | 528 DDB    |
| Doppelwohnhaus                        | Doppelwohnhaus                            | Wormser Straße 41/43 LageFlur: 19, Flurstück: 283/1, 284/1 | | 1911–13         | 705 DDB    |